# Liste der Baudenkmäler in Kempten (Allgäu)

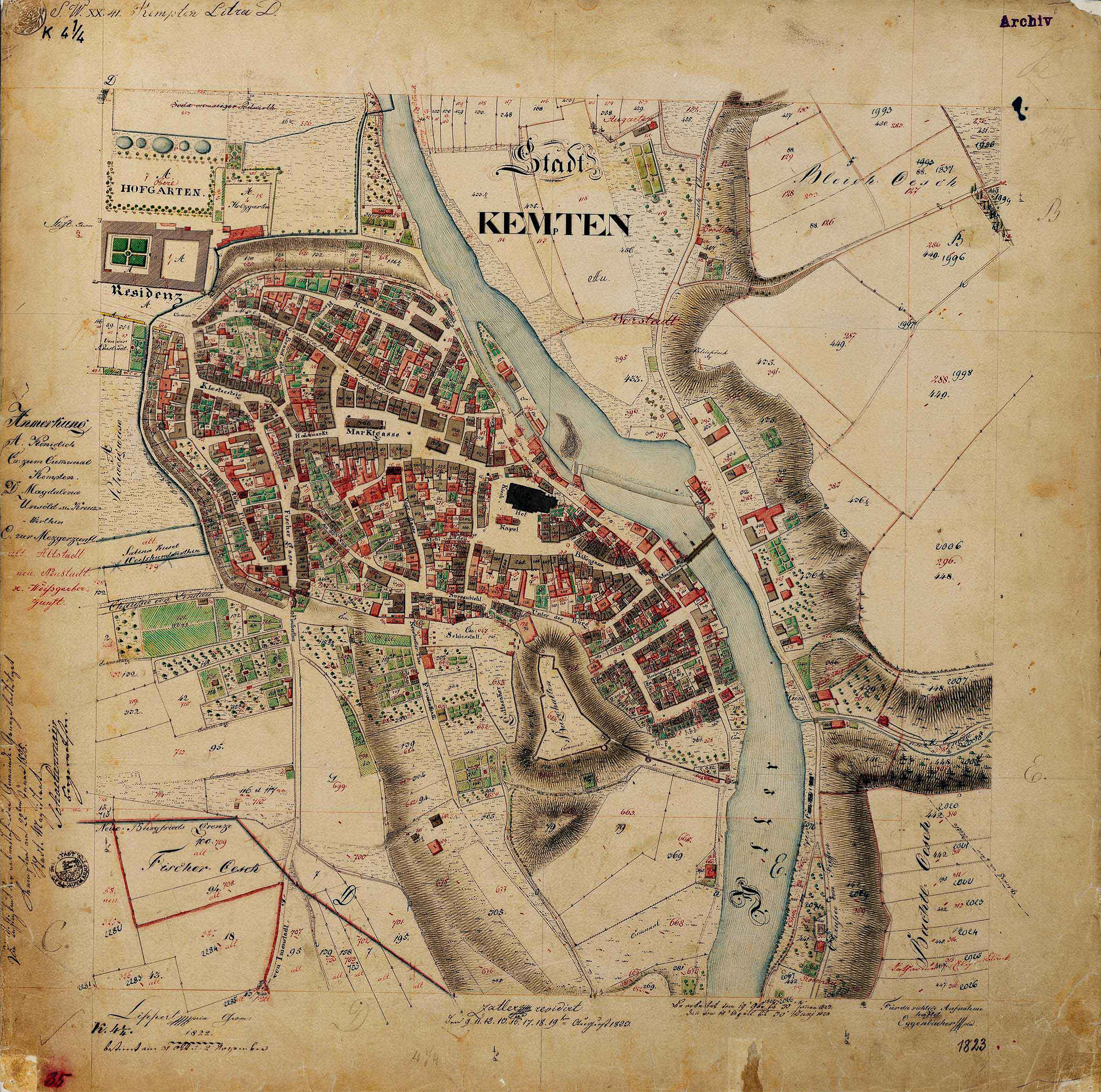
Die Stadt Kempten auf einem Katasterplan von 1823

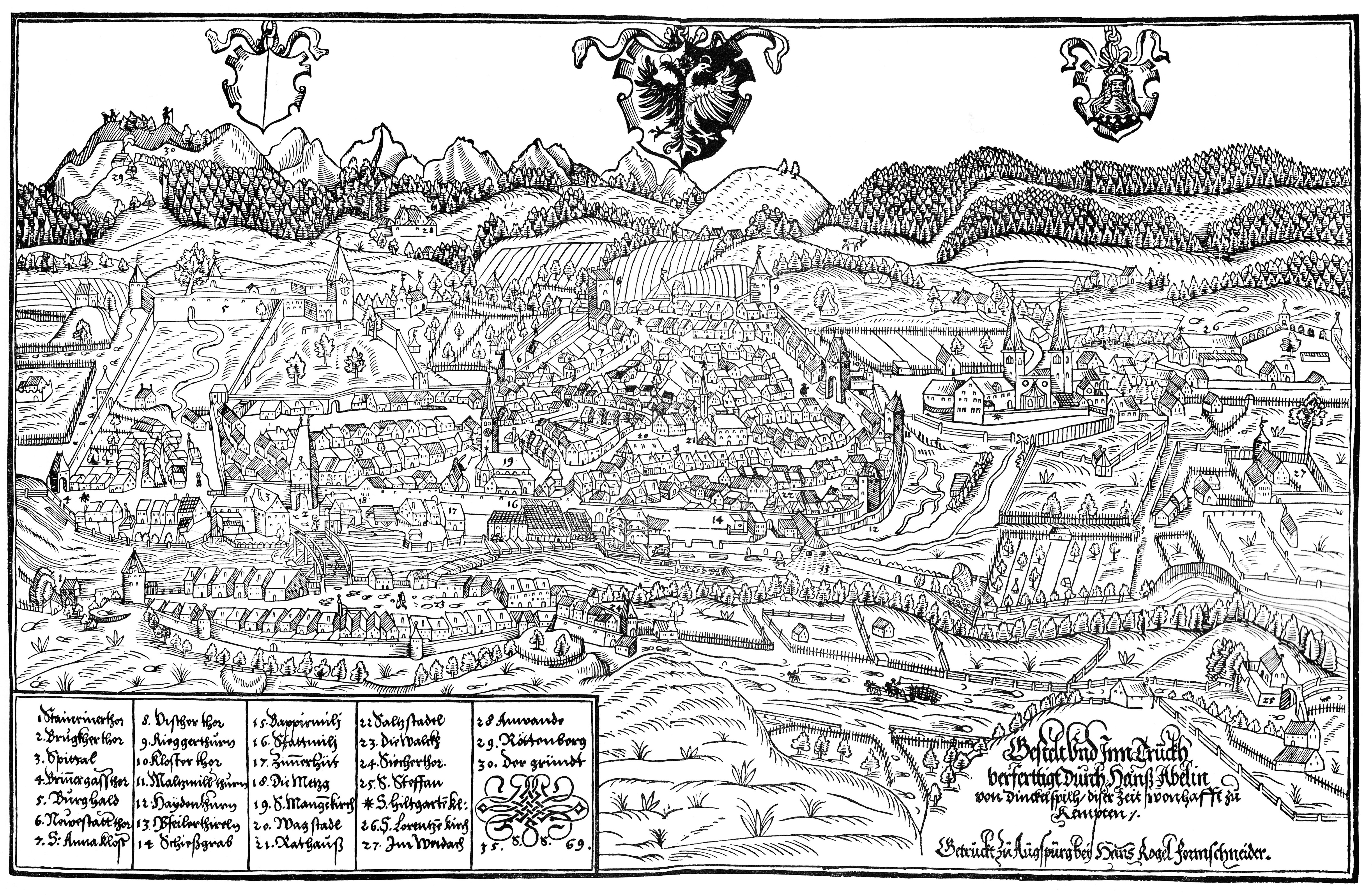
Die Stadt auf dem ältesten heute bekannten Stich aus dem Jahr 1569

Auf dieser Seite sind die Baudenkmäler in der schwäbischen kreisfreien Stadt Kempten (Allgäu) zusammengestellt. Diese Tabelle ist eine Teilliste der Liste der Baudenkmäler in Bayern. Grundlage ist die Bayerische Denkmalliste, die auf Basis des Bayerischen Denkmalschutzgesetzes vom 1. Oktober 1973 erstmals erstellt wurde und seither durch das Bayerische Landesamt für Denkmalpflege geführt wird. Die folgenden Angaben ersetzen nicht die rechtsverbindliche Auskunft der Denkmalschutzbehörde.

## Ensembles

### Ensemble Ehemalige Reichs- und Stiftsstadt Kempten

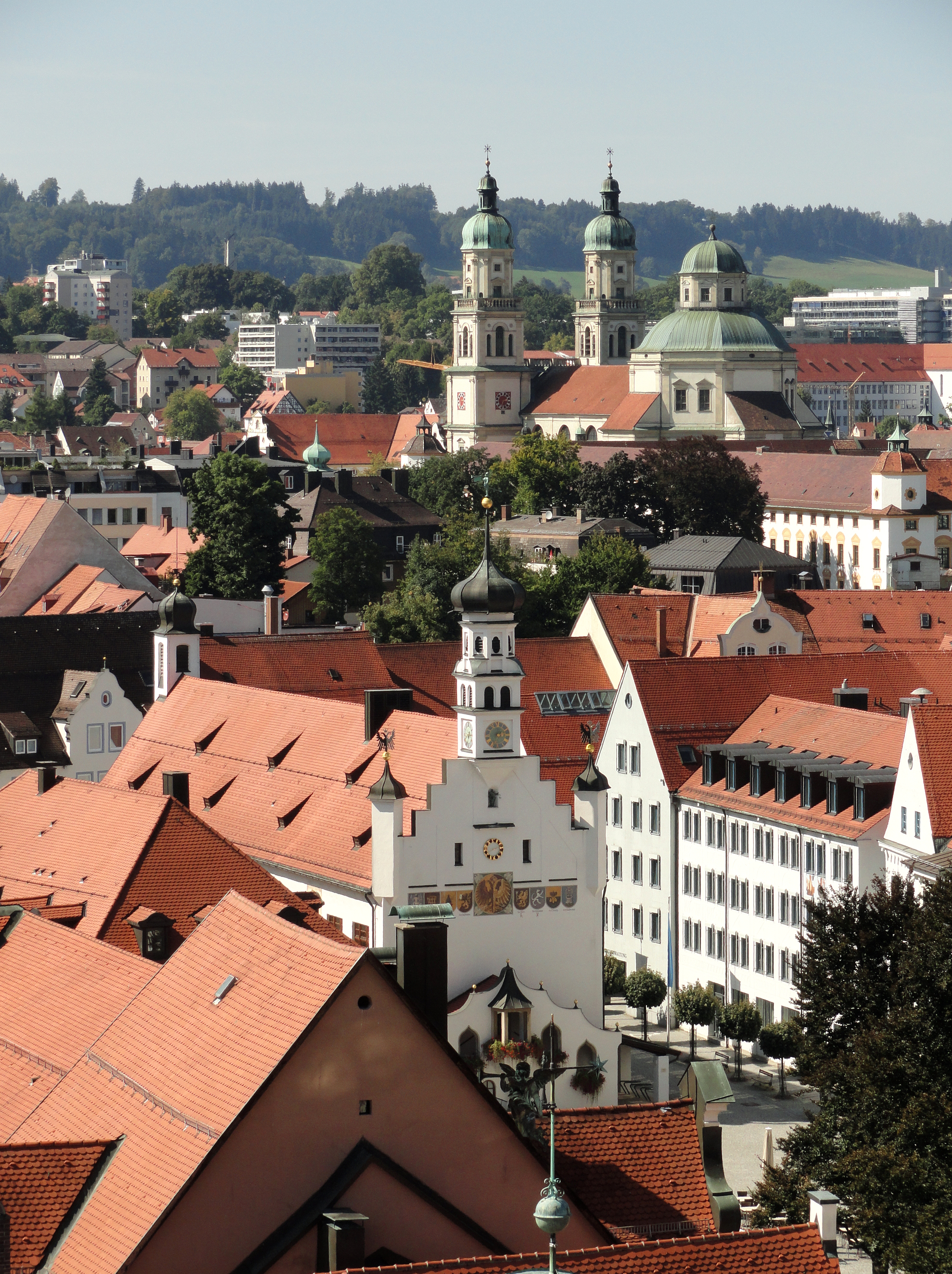

Das Ensemble Kempten erscheint als ein Doppelwesen, geprägt durch die jahrhundertelange Spannung zwischen Stadt und Stift. Beide Teile erhielten erst zu Beginn des 19. Jahrhunderts bei der politischen Neugliederung Bayerns eine gemeinsame Verwaltung. Der bis ins 19. Jahrhundert von einer starken Befestigung umschlossenen ehemaligen Reichsstadt, die sich auf dem linken Illerufer, ausgehend von dem Flussübergang und nach Süden begrenzt durch den Bergkegel der Burghalde, in nordwestlicher Richtung erstreckt, tritt dort die barocke Stiftsstadt des nach dem Dreißigjährigen Krieg erstarkten Fürststifts Kempten gegenüber.
Diese Bipolarität ist begründet durch die im 13. Jahrhundert einsetzende politische Rivalität zwischen geistlicher Herrschaft und nach Selbständigkeit strebendem Stadtbürgertum, die mit dem Eindringen der Reformation auch zur konfessionellen Trennung führt. Die noch heute als gegensätzlich erkennbare Grund- und Aufrissstruktur beider Bereiche macht den einmaligen, besonderen Charakter Kemptens als Doppelstadt aus. Aktennummer: E-7-63-000-1.

### Ensemble Beethovenstraße

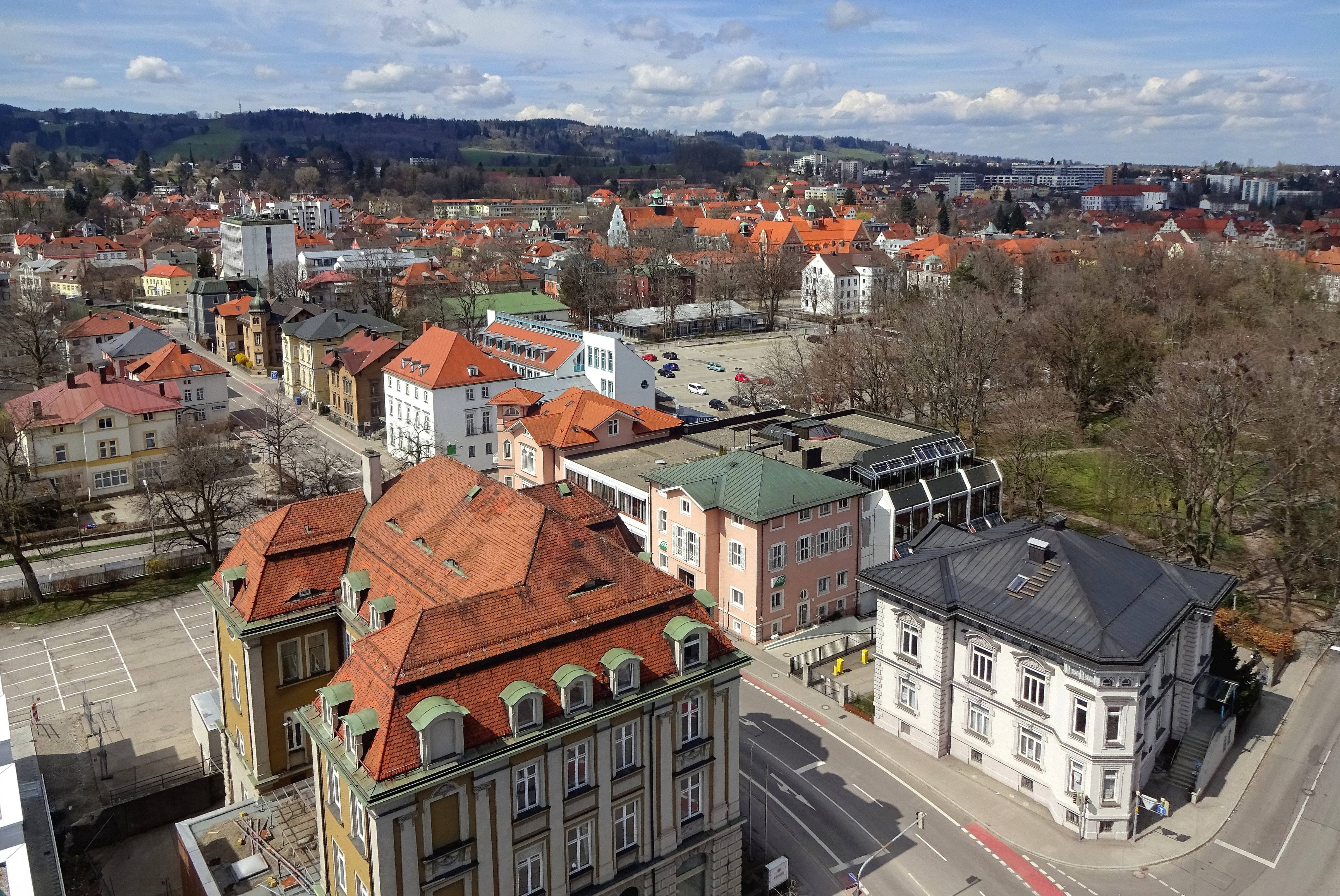

Der als Verbindungsachse zwischen Reichsstadt und der von Westen heranführenden Fernstraße (heutige Lindauer Straße) bereits existierende Straßenzug erhält nach der Mitte des 19. Jahrhunderts, als in der ersten Phase der Stadterweiterung der Bereich südwestlich der Altstadt bis zu dem 1852 angelegten (ehemaligen) Bahnhof erschlossen wird, den Charakter eines vornehmen vorstädtischen Wohnquartiers. Die in offener Bauweise mit breiten Seitenabständen und Vorgärten beiderseits der Straße errichteten, meist zweigeschossigen villenartigen Wohnhäuser sind durch Risalite, Erker und Veranden stark plastisch gegliedert und zeigen in stilistischer Hinsicht das für die Spätphase des Historismus charakteristische Repertoire von spätklassizistischen, neubarocken und Neurenaissance-Formen. Aktennummer: E-7-63-000-2.

## Stadtbefestigung
Erster Ausbau der Befestigung der Freien Reichsstadt im 13./14. Jahrhundert.
Zitadelle der Stadt war die Burghalde, die mit mehreren zum Teil noch bestehenden Mauerzügen in das Befestigungssystem einbezogen war. Im 15. Jahrhundert Ummauerung der Brennergassenvorstadt und der Illervorstadt. Die Tortürme und nahezu der gesamte Mauerring im 19. Jahrhundert beseitigt.
Der Mauerverlauf noch an den im Folgenden genannten Resten erkennbar:
- Teilzüge des Stadtmauerzuges unterhalb der Burghalde an den südlichen Grundstücksgrenzen der Anwesen An der Stadtmauer 7/9, 11, 13 sowie gegenüber An der Stadtmauer (Lage)
- entlang der Nordseite des Freudenberges längerer Abschnitt des ehemaligen an das (1865 abgebrochene) Neustädter Tor anschließenden Mauerzuges (Lage)
- größere Abschnitte der Befestigung zwischen dem 1866 abgebrochenen Fischertor und dem 1811 abgebrochenen Klostertor erhalten südlich von Fischerstraße 1 bis zur Hasengasse sowie an der Zwingerstraße (Lage)
- Reststücke des nordöstlichen Mauerzuges am Pfeilergraben, zwischen Grabengasse und Mauergässele sowie entlang der Illerstraße zwischen Mühlberg und Ankergässele und gegenüber Illerstraße 16 (Lage)
- am nördlichen Ausgang des Ankergässeles ehemals Durchlass, sogenanntes Ankertörle, 1798 erweitert (Lage)
- der sogenannte Pulverturm südöstlich unterhalb der Burghalde markiert den Anschluss der nicht mehr erhaltenen Ummauerung der Brennergassenvorstadt an das Befestigungssystem der Burghalde (Lage)
- Bruchsteinmauer aus der Befestigung der Illervorstadt am Steinrinnenweg (Lage)

Stadtbefestigung siehe auch An der Stadtmauer, Bäckerstraße 6, Burghalde 1, Burghaldegasse 2, Burgstraße, Fischerstraße und Zwingerstraße 9.
Aktennummer D-7-63-000-1.
| Lage                         | Objekt                                      | Beschreibung                                                                                                   | Akten-Nr.             | Bild                      |
| ---------------------------- | ------------------------------------------- | --- | --------------------- | ------------------------- |
| An der Stadtmauer (Standort) | Reststücke der mittelalterlichen Stadtmauer | gegenüber Burgstraße 20/An der Stadtmauer 4                                                                    | D-7-63-000-1 Wikidata | weitere Bilder            |
| Burgstraße (Standort)        | Reststücke der Stadtmauer                   | an den südlichen Grundstücksgrenzen von An der Stadtmauer 7/9, 11, 13                                          | D-7-63-000-1 Wikidata | Reststücke der Stadtmauer |
| Fischerstraße (Standort)     | Reststücke der mittelalterlichen Stadtmauer | mit erneuertem Wehrgang; entlang der südlichen Grundstücksgrenzen von Fischerstraße 1 und 3 bis zur Hasengasse | D-7-63-000-1 Wikidata | BW                        |

## Baudenkmäler nach Gemeindeteilen

### Kempten
| Lage | Objekt                                                    | Beschreibung | Akten-Nr.                        | Bild                                       |
| --- | --------------------------------------------------------- | --- | -------------------------------- | ------------------------------------------ |
| Adalbert-Stifter-Weg 2 1/2 (Standort) | Brunnen                                                   | sog. Flüchtlingsbrunnen der ehem. Siedlung für Heimatvertriebene, figurales Relief einer Vertriebenenszene auf gemauertem Sockel, mit frontaler Brunnenschale und bronzener Inschriftentafel, Stein, Ferdinand Kuschel, 1955 | D-7-63-000-417 Wikidata          | weitere Bilder                             |
| Allgäuer Straße 1, 1 a (Standort) | Ehemaliges Postamt                                        | Dreigeschossiger neubarocker Zweiflügelbau mit üppiger Fassadengliederung und Eckbetonungen, bezeichnet mit dem Jahr 1904 | D-7-63-000-2 Wikidata            | weitere Bilder                             |
| Allgäuer Straße 4 (Standort) | Wohnhaus                                                  | Zweigeschossiger Walmdachbau mit großem geschwungenem Zwerchhaus, polygonalem Bodenerker und neobarocker Fassadengliederung, nach Plänen von Architekt Madlener, 1916 | D-7-63-000-351 Wikidata          | BW                                         |
| Alpenrosenstraße 2 (Standort) | Villa                                                     | Zweigeschossiger historisierender Gruppenbau mit Eingangstürmchen, polygonalem Erker und Mezzanin, geschlämmter Backstein, 1892; Einfriedung, Schmiedeeisen, gleichzeitig | D-7-63-000-336 Wikidata          | weitere Bilder                             |
| Am Königsplatz 1 (Standort) | Turnhalle                                                 | zweigeschossiger Walmdachbau, 1935/36 nach Plänen des Stadtbaumeisters Eberhard Piesbergen errichtet. | D-7-63-000-382 Wikidata          | Turnhalle                                  |
| Am Schlößle 1 (Standort) | Schlößle                                                  | Ehemaliges Patrizierhaus, dreigeschossiger Bau mit hohem Zwerchhaus und vierseitigen Eckerkern mit Turmbekrönung, erbaut 1593–1624, 1855 gotisiert (Fassade 1957 in ursprünglicher Form wiederhergestellt) | D-7-63-000-4 Wikidata            | weitere Bilder                             |
| An der Stadtmauer 6 (Standort) | Wohnhaus                                                  | Zweigeschossiger massiver Satteldachbau, im Kern 17. Jahrhundert, später verändert | D-7-63-000-315 Wikidata          | Wohnhaus                                   |
| An der Sutt 14 (Standort) | Wohnhaus                                                  | zweigeschossiger Giebelbau mit Traufseite gegen die Fischersteige, 18. Jahrhundert | D-7-63-000-8 Wikidata            | BW                                         |
| Ankergässele 2, 2 a (Standort) | Gasthof Zum Goldenen Anker                                | dreigeschossiger Satteldachbau mit dreigeschossigen Anbauten an der Südseite und gegen das Ankertörle, wohl 18. Jahrhundert, mit älterem Kern | D-7-63-000-10 Wikidata           | Gasthof Zum Goldenen Anker                 |
| Ankergässele 4 (Standort) | Wohnhaus                                                  | zweigeschossiger Satteldachbau mit Traufband, im Kern 16./17. Jahrhundert | D-7-63-000-11 Wikidata           | Wohnhaus                                   |
| Ankergässele 5 (Standort) | Wohnhaus                                                  | zweigeschossiger Eckbau mit Walmdach und Fassadengliederung, Mitte 19. Jahrhundert | D-7-63-000-12 Wikidata           | Wohnhaus                                   |
| Auf’m Plätzle 6 (Standort) | Wohnhaus                                                  | zweigeschossiger Satteldachbau mit breitem traufseitigem Zwerchhaus, im Kern von 1399 (dendrochronologisch datiert), im 18. Jahrhundert verändert | D-7-63-000-14 Wikidata           | Wohnhaus                                   |
| Bäckerstraße (Standort) | Brunnen                                                   | Gusseiserner Pfeiler mit zwei seitlichen Muschelbecken, 2. Hälfte 19. Jahrhundert | D-7-63-000-24 Wikidata           | Brunnen                                    |
| Bäckerstraße 1, Burgstraße 2 (Standort) | Gasthof zum Engel                                         | Schmaler fünfgeschossiger Giebelbau, 17. Jahrhundert, über mittelalterlichem Kern | D-7-63-000-15 Wikidata           | Gasthof zum Engel                          |
| Bäckerstraße 6 (Standort) | Handwerkerhaus mit Lager                                  | Dreigeschossiger Bau, im Kern 16./17. Jahrhundert, Front nach Osten zur Illerstraße mit verputztem Fachwerk, über einbezogenem Teilstück der Stadtmauer des 13./14. Jahrhunderts | D-7-63-000-286 Wikidata          | Handwerkerhaus mit Lager                   |
| Bäckerstraße 7 (Standort) | Wohnhaus                                                  | Zweigeschossiger Traufseitbau mit breitem Zwerchhaus, 18./19. Jahrhundert | D-7-63-000-16 Wikidata           | Wohnhaus                                   |
| Bäckerstraße 9 (Standort) | Rauchbierbrauerei Schwarzer Adler                         | Dreigeschossiger Traufseitbau mit Aufzugsgiebel, im Kern 17./18. Jahrhundert, Fassade um 1930 überarbeitet | D-7-63-000-17 Wikidata           | Rauchbierbrauerei Schwarzer Adler          |
| Bäckerstraße 13 (Standort) | Wohn- und Geschäftshaus                                   | dreigeschossiges Giebelhaus mit spätklassizistischer Fassadengestaltung, im Kern 17./18. Jahrhundert, Gaststätteneinbau im hohen Erdgeschoss um 1890 | D-7-63-000-18 Wikidata           | Wohn- und Geschäftshaus                    |
| Bäckerstraße 23 (Standort) | Gasthof zum Schwanen                                      | dreigeschossiger Traufseitbau mit Aufzugsgiebel und Geschossband, wohl 2. Hälfte 18. Jahrhundert | D-7-63-000-19 Wikidata           | weitere Bilder                             |
| Bäckerstraße 25 (Standort) | Gasthaus zum Goldenen Ross                                | Viergeschossiger, im Kern spätmittelalterlicher Traufseitbau, bezeichnet mit dem Jahr 1488 | D-7-63-000-21 Wikidata           | weitere Bilder                             |
| Bäckerstraße 28 (Standort) | Buchenberger Bäck                                         | Wohn- und Geschäftshaus, zweigeschossiger Putzbau mit Schweifgiebel, 1. Hälfte 18. Jahrhundert, Fassadengliederungen neubarock, um 1900 | D-7-63-000-22 Wikidata           | weitere Bilder                             |
| Bäckerstraße 32, St.-Mang-Platz 2 (Standort) | Ehemalige Kanzlei                                         | langgestreckter zweigeschossiger Satteldachbau mit Giebelseite zur Bäckerstraße und geschwungenem Zwerchhaus gegen den Sankt-Mang-Platz, angeblich 1524 erbaut, im 17. und 18. Jahrhundert erneuert | D-7-63-000-209 Wikidata          | weitere Bilder                             |
| Bahnlinie Buchloe – Lindau; Nähe Schumacherring (Standort) | Obere Illerbrücken/Südbrücken                             | auf ein nicht mehr bestehendes Gleisdreieck zugeschnittene Brücken über die Iller mit Gewölbeviadukten aus Stampfbeton, 1905 | D-7-63-000-309 Wikidata          | weitere Bilder                             |
| Beethovenstraße 7 (Standort) | Bayerische Vereinsbank                                    | Stattlicher Neubarockbau mit Mittelrisalit, Portalvorbau und Mansardwalmdach, 1902/1903 von Albert Schmidt | D-7-63-000-26 Wikidata           | Bayerische Vereinsbank                     |
| Beethovenstraße 12 (Standort) | Wohnhaus                                                  | Zweigeschossiger, villenartiger Satteldachbau mit Zwerchhäusern, Portalvorbau und reicher Fassadengliederung, 1894/95 errichtet | D-7-63-000-316 Wikidata          | Wohnhaus                                   |
| Beethovenstraße 14 (Standort) | Etagenvilla                                               | Zweigeschossiger Walmdachbau mit Mezzanin und Risaliten auf hohem Kellergeschoss, Neurenaissance mit barockisierendem Stuckdekor, bezeichnet mit dem Jahr 1897; eiserne Vorgarteneinfriedung, gleichzeitig | D-7-63-000-27 Wikidata           | Etagenvilla                                |
| Beethovenstraße 16 (Standort) | Wohnhaus                                                  | Zweigeschossiger, villenartiger Walmdachbau mit Zwerchhäusern, Loggia und Eckturm, 1895 errichtet; zugehörig Gartenhaus und Umzäunung | D-7-63-000-344 Wikidata          | Wohnhaus                                   |
| Beethovenstraße 17 (Standort) | Vorstadtvilla                                             | Kubischer Walmdachbau mit spätklassizistischer Gliederung, 2. Hälfte 19. Jahrhundert | D-7-63-000-28 Wikidata           | BW                                         |
| Beethovenstraße 18 (Standort) | Wohnhaus                                                  | Zweigeschossiger, villenartiger Walmdachbau mit Zwerchhäusern, 1894/1895 errichtet | D-7-63-000-345 Wikidata          | Wohnhaus                                   |
| Bei der Rose 5 (Standort) | Wohnhaus                                                  | Zweigeschossiger Satteldachbau mit Giebel gegen den Großen Kornhausplatz, 18. Jahrhundert | D-7-63-000-29 Wikidata           | BW                                         |
| Bei der Rose 7 (Standort) | Doppelhaus                                                | Dreigeschossiger Massivbau mit Doppelgiebel und Ladeluken, im Kern 18. Jahrhundert | D-7-63-000-30 Wikidata           | Doppelhaus                                 |
| Bei der Rose 9, Wartenseestraße 1 (Standort) | Wohnhaus                                                  | Dreigeschossiges Eckhaus mit Kreuzgiebel, 18. Jahrhundert | D-7-63-000-236 Wikidata          | BW                                         |
| Berggässele 3 (Standort) | Wohnhaus                                                  | Dreigeschossiger Satteldachbau mit Zwerchhaus, 18. Jahrhundert | D-7-63-000-32 Wikidata           | BW                                         |
| Berggässele 7, 7 d (Standort) | Wohnhaus                                                  | Zweigeschossig mit flachem Satteldach, vermutlich verputzter Blockbau, 17./18. Jahrhundert | D-7-63-000-33 Wikidata           | Wohnhaus                                   |
| Bischof-Freundorfer-Weg 24 (Standort) | Stiftskeller                                              | Eiskeller, mit Gewölben, bezeichnet mit dem Jahr 1824 | D-7-63-000-229 Wikidata          | BW                                         |
| Bodmanstraße 23 (Standort) | Etagenvilla                                               | Dreigeschossiger barockisierender Bau mit Risaliten und Eckerker, um 1900 | D-7-63-000-34 Wikidata           | Etagenvilla                                |
| Boleitestäffele 3 (Standort) | Landsitz des Bürgermeisters Kesel                         | Zweigeschossiger Satteldachbau mit Traufband und Kreuzgiebel, um 1700 über älterem Kern | D-7-63-000-35 Wikidata           | weitere Bilder                             |
| Boleitestäffele 7 (Standort) | Brunnenstube des Kesel’schen Landsitzes                   | Eingeschossiges Giebelhaus in Hanglage, spätes 17. Jahrhundert | D-7-63-000-36 Wikidata           | weitere Bilder                             |
| Brachgasse 5 (Standort) | Ehemaliges Spital                                         | dreigeschossiger Traufseitbau mit Kreuzgiebel, erbaut 1702 (Nicht zu verwechseln mit dem Distriktspital Nummer: D-7-63-000-143) | D-7-63-000-37 Wikidata           | Ehemaliges Spital                          |
| Burghalde 1 (Standort) | Burghalde                                                 | Mittelalterliche Zwingburg und Stadtbefestigung, auf der Hügelkrone trapezförmiger Mauerzug, 1488 wiederaufgebaut und in die Stadtbefestigung einbezogen, in Resten erhaltene Befestigungstürme im Süden 15./16. Jahrhundert; Nordturm, quadratischer ehemaliger Wachturm aus Ziegel- und Rollsteinen, im Kern um 1488; Ehemaliges Wärterhaus, zweigeschossiger teilweise verbretterter Walmdachbau mit vier Ecktürmchen, 1870 | D-7-63-000-38 Wikidata           | weitere Bilder                             |
| Burghaldegasse 2 (Standort) | Eckgebäude                                                | Winkelförmiger zweigeschossiger Bau, 17.–19. Jahrhundert, mit spätmittelalterlichen Mauerresten (entlang der Burghalde- und Brennergasse Stadtmauer des 13./14. Jahrhunderts, nördliche Wand des Südflügels um 1500 mit Doppelfenster und Sitznische) | D-7-63-000-314 Wikidata          | BW                                         |
| Burghaldegasse 6 (Standort) | Handwerker- oder Herbergshaus                             | zweigeschossiger Ständerbohlenbau mit vorkragendem Dachgeschoss und Tordurchfahrt, im Kern 15./16. Jahrhundert, im 18. und 19. Jahrhundert ausgebaut | D-7-63-000-287 Wikidata          | BW                                         |
| Burghaldegasse 26 (Standort) | Gasthaus Ochsenkeller                                     | Zweigeschossiger Traufseitbau mit Fachwerk-Obergeschoss und -Giebel, 18. Jahrhundert | D-7-63-000-40 Wikidata           | Gasthaus Ochsenkeller                      |
| Burgstraße (Standort) | Evangelischer Friedhof                                    | Evangelischer Friedhof der ehemaligen Freien Reichsstadt mit Grabmälern des 18.–20. Jahrhunderts, 1553 angelegt; Friedhofsmauer mit Nischengräbern, ab 1563; Evangelisch-lutherische Friedhofskapelle, neoromanischer Saalbau mit oktogonalem Dachreiter, 1839–1841; mit Ausstattung | D-7-63-000-44 Wikidata           | weitere Bilder                             |
| Burgstraße (Standort) | Friedhofskapelle                                          | Evangelisch-lutherische Friedhofskapelle, neoromanischer Saalbau mit oktogonalem Dachreiter, 1839–1841; mit Ausstattung | D-7-63-000-44 zugehörig Wikidata | Friedhofskapelle                           |
| Burgstraße 3, Burghaldegasse 4 (Standort) | Beginenhaus                                               | Hoher dreigeschossiger Steinbau mit traufseitigem Satteldach und reicher historischer Raumausstattung, im Kern um 1357 (dendrochronologisch datiert), um ein Geschoss 1584/1586 erhöht; Rückgebäude gegen die Burghaldegasse, sogenannter Nonnenturm, zweigeschossiger Massivbau mit Satteldach, Krangaube und (hierher versetztem) Torbogen von 1502 (bezeichnet mit dem Jahr), errichtet 1392/1395 | D-7-63-000-41 Wikidata           | weitere Bilder                             |
| Burgstraße 5, 7 (Standort) | Wohnhaus                                                  | Traufseitbau mit Tordurchfahrt, im Kern spätmittelalterlich, im 18. und 19. Jahrhundert ausgebaut | D-7-63-000-288 Wikidata          | BW                                         |
| Burgstraße 18 (Standort) | Arkadenreihe                                              | 16. Jahrhundert mit Resten von Wandmalerei; ursprünglich in der östlichen Außenwand eines Nebengebäudes auf Fl. Nr. 242/2 eingebaut, 2004 auf benachbartes Flurstück versetzt | D-7-63-000-308 Wikidata          | Arkadenreihe                               |
| Burgstraße 19 (Standort) | Wohn- und Geschäftshaus                                   | Dreigeschossiger Eckbau mit spitzbogig eingefassten Ladenfenstern und Walmdach, bezeichnet mit dem Jahr 1930 | D-7-63-000-42 Wikidata           | Wohn- und Geschäftshaus                    |
| Burgstraße 23 (Standort) | Wohnhaus und ehemals Werkstattgebäude                     | Zwei dreigeschossige Satteldachbauten hinter gemeinsamer Fassade, im Kern wohl 17./18. Jahrhundert, westlicher Teil mit Zwerchhaus | D-7-63-000-43 Wikidata           | Wohnhaus und ehemals Werkstattgebäude      |
| Dreifaltigkeitsweg 10 (Standort) | Dreifaltigkeitskapelle                                    | Katholische Dreifaltigkeitskapelle, spätbarocker Saalbau mit eingezogenem Polygonalchor und angefügter Sakristei, um 1735; mit Ausstattung | D-7-63-000-281 Wikidata          | weitere Bilder                             |
| Estionenweg (Standort) | Hochbehälter Haubenschloß                                 | Barockisierender Bau mit Rustika und Ecklisenen, 1900 | D-7-63-000-346 Wikidata          | weitere Bilder                             |
| Fischersteige 2 (Standort) | Wohn- und Geschäftshaus                                   | Schmaler Satteldachbau mit Fachwerkgiebel, 17. Jahrhundert | D-7-63-000-47 Wikidata           | Wohn- und Geschäftshaus                    |
| Fischersteige 3, Fischerstraße 26 (Standort) | Wohn- und Geschäftshaus                                   | Erdgeschossiger Traufseitbau mit hohem Satteldach und Zwerchhaus, Rückseite zur Fischersteige dreigeschossig, im Kern 18. Jahrhundert | D-7-63-000-55 Wikidata           | BW                                         |
| Fischersteige 8 (Standort) | Zorn-Haus                                                 | Dreigeschossiger Satteldachbau mit vorgeblendeter neubarocker Schweifgiebelfassade gegen die Rathausstraße nach Entwurf des Architekten Ulrich Benedikt Hail von 1908, im Kern wohl 18. Jahrhundert | D-7-63-000-49 Wikidata           | weitere Bilder                             |
| Fischersteige 9 (Standort) | Gasthaus zum Strittigen Winkel                            | Zweigeschossiges Eckhaus mit Giebelfront gegen die Rathausstraße, wohl Mitte 18. Jahrhundert | D-7-63-000-50 Wikidata           | Gasthaus zum Strittigen Winkel             |
| Fischerstraße 9, Zwingerstraße 4 (Standort) | Mauerzüge                                                 | Reste eines hochmittelalterlichen Wohnturms, 12./13. Jahrhundert, Reste dieses Wohnturms im Verkaufsraum sichtbar | D-7-63-000-306 Wikidata          | Mauerzüge                                  |
| Fischerstraße 19, 21 (Standort) | Brauerei zur Stadt Hamburg                                | Zwei nebeneinander liegende Gasthäuser im späten 18. Jahrhundert gleichartig erneuert, langgestreckte Traufseitbauten mit Zwerchhäusern, Volutengiebeln und klassizistischen Details; Historischer Ausleger, schmiedeeisern. | D-7-63-000-52 Wikidata           | weitere Bilder                             |
| Fischerstraße 22 (Standort) | Hasenbäck                                                 | Wohn- und Geschäftshaus, zweigeschossiges Eckhaus mit geschwungenem Giebel, im Kern 18. Jahrhundert | D-7-63-000-53 Wikidata           | BW                                         |
| Fischerstraße 25 (Standort) | Bayerische Vereinsbank                                    | Neubarocker dreigeschossiger Mansarddachbau mit übergiebelten Eckrisaliten, übergiebeltem Mittelteil und Hausteingliederungen, um 1910 | D-7-63-000-54 Wikidata           | Bayerische Vereinsbank                     |
| Freudental 10, 12, An der Lützelburg 10, 12 (Standort) | Christi Himmelfahrt                                       | Pfarrkirche Christi Himmelfahrt, kubischer Stahlbetonskelettbau aus Fertigteilen in der Art eines Zweckbaus mit verglasten Fassaden, in den Jahren 1969–1971 nach Plänen von Robert Gerum auf modelliertem Gelände errichteten Gebäudekomplex des Pfarrzentrums integriert; mit Ausstattung | D-7-63-000-348 Wikidata          | weitere Bilder                             |
| Frühlingsstraße 3 (Standort) | Wohnhaus                                                  | Dreigeschossig mit flachem Walmdach, Ecklisenen und Fenstergewände mit Diamantquaderung, Ende 19. Jahrhundert | D-7-63-000-58 Wikidata           | Wohnhaus                                   |
| Frühlingsstraße 5 (Standort) | Vorstadtvilla                                             | Dreigeschossig mit flachem Walmdach und reicher Fassadengliederung in Neurenaissance-Formen, um 1870/80 | D-7-63-000-59 Wikidata           | Vorstadtvilla                              |
| Frühlingsstraße 14 (Standort) | Wittelsbacherschule                                       | Dreiflügelige Anlage mit volutenverzierten Zwerchgiebeln, Dachreiter-Uhr und Runderker, an den Schmalseiten jeweils dreistöckige Volutengiebel und Haustein-Portale, bezeichnet mit dem Jahr 1905 und 1906 | D-7-63-000-60 Wikidata           | weitere Bilder                             |
| Fürstenstraße 4 (Standort) | Wohnhaus                                                  | Dreigeschossiger Traufseitbau mit Zwerchgiebel, im Kern 18. Jahrhundert | D-7-63-000-61 Wikidata           | BW                                         |
| Fürstenstraße 19 (Standort) | Humanistisches Gymnasium                                  | Ehemaliges Wohnhaus, 1863 zum Humanistischen Gymnasium ausgebaut, viergeschossiger kubischer Neurenaissance-Bau mit flachem Walmdach | D-7-63-000-62 Wikidata           | weitere Bilder                             |
| Fürstenstraße 22 (Standort) | Wohnhaus                                                  | Zweigeschossiger Traufseitbau mit dreiachsigem Zwerchhaus, 2. Hälfte 18. Jahrhundert; zugehörig sogenanntes Waschhäusl, erdgeschossiger Walmdachbau | D-7-63-000-63 Wikidata           | BW                                         |
| Fürstenstraße 23 (Standort) | Doppelhaushälfte                                          | Zweigeschossiges Traufseitbau mit Korbbogenportal und Zwerchhaus mit geschwungenem Giebel, Ende 18. Jahrhundert | D-7-63-000-64 Wikidata           | Doppelhaushälfte                           |
| Fürstenstraße 25 (Standort) | Doppelhaushälfte                                          | Zweigeschossiger Traufseitbau mit geschwungenem Zwerchhaus, um 1760 | D-7-63-000-65 Wikidata           | Doppelhaushälfte                           |
| Fürstenstraße 38 (Standort) | Fürstenschule                                             | Ehemaliges Wohnhaus, 1804–23 Landgericht, 1837 als sogenannte Fürstenschule eingerichtet, dreigeschossiger Kopfbau mit gekreuztem Satteldach und vier Volutengiebeln, Kernbau Anfang 18. Jahrhundert, 1861–1863 auf älterer Grundlage angefügter Seitenflügel | D-7-63-000-67 Wikidata           | weitere Bilder                             |
| Füssener Straße 55 (Standort) | Villa                                                     | Zur Mechanischen Baumwollspinnerei und -weberei Kempten gehörig, zweigeschossiger Satteldachbau auf hohem Kellersockel in Formen der Neurenaissance, um 1900 | D-7-63-000-291 Wikidata          | Villa                                      |
| Füssener Straße 90, 92 (Standort) | Chapuis-Villa                                             | Vorstadtvilla, stattlicher dreigeschossiger Bau mit flachem Walmdach und asymmetrischem Quergiebel, Fassaden mit barockisierenden Putzgliederungen, Balkonerker mit Hausteindetails, erbaut 1898; Stall- und Remisengebäude, eingeschossiger Blankziegelbau mit Fachwerkkniestock, um 1880/90; Waschhaus, eingeschossiger Putzbau mit Kniestock, gleichzeitig; Nebengebäude, eingeschossiger Satteldachbau mit spitzbogigen Fensterformen, um 1870; Garten- und Parkanlage, spätes 19. Jahrhundert; Gartenpavillon, hölzerner Ständerbau mit üppigen Ziersägearbeiten, spätes 19. Jahrhundert; Brunnen, gusseisern, bezeichnet mit dem Jahr 1862; Umfassungsmauer, massiv, um 1840; Eckturm, sogenanntes Chapuistürmchen, aus Steinen der mittelalterlichen Stadtmauer in gotisierenden Formen errichtet, bezeichnet mit dem Jahr 1842; Lauben, hölzerne Konstruktion entlang der Umfassungsmauer, Ende 19. Jahrhundert | D-7-63-000-289 Wikidata          | weitere Bilder                             |
| Gerberstraße 24 (Standort) | Weberzunfthaus                                            | Stattlicher Traufseitbau mit zwei Spitzbogeneingängen und Geschossband, erbaut um 1460 | D-7-63-000-72 Wikidata           | weitere Bilder                             |
| Gerberstraße 26 (Standort) | Wohn- und Geschäftshaus                                   | Zweigeschossiges Giebelhaus mit einachsigem Traufseitflügel, 18. Jahrhundert; Hoftor, gleichzeitig | D-7-63-000-73 Wikidata           | Wohn- und Geschäftshaus                    |
| Gerberstraße 30 (Standort) | Wohn- und Geschäftshaus                                   | Zweigeschossiger Traufseitbau mit Zwerchgiebel und gekanteten Voluten, spätes 18. Jahrhundert | D-7-63-000-74 Wikidata           | Wohn- und Geschäftshaus                    |
| Gerberstraße 41 (Standort) | Rotgerberei Zu den sieben Hansen                          | Ehemalige Rotgerberei „Zu den sieben Hansen“, viergeschossiger Traufseitbau mit steilem Satteldach und Zwerchgiebel, 18. Jahrhundert | D-7-63-000-75 Wikidata           | BW                                         |
| Gerberstraße 44, Heidengässele 13 (Standort) | Wohn- und Geschäftshaus                                   | Dreigeschossiger Putzbau mit geschweiftem Giebel, 18. Jahrhundert | D-7-63-000-76 Wikidata           | Wohn- und Geschäftshaus                    |
| Gerberstraße 45 (Standort) | Wohn- und Geschäftshaus                                   | Zweigeschossiger Walmdachbau mit partiellem Mezzanin und reicher Fassadendekoration in klassizistischem Stil, erste Hälfte 19. Jahrhundert | D-7-63-000-338 Wikidata          | BW                                         |
| Gesellenweg 9 (Standort) | Mehrfamilienhaus                                          | Dreigeschossiger Satteldachbau mit Zwerchhaus, 18. Jahrhundert | D-7-63-000-77 Wikidata           | BW                                         |
| Gottesackerweg 7, 7 a (Standort) | Friedhof                                                  | Katholischer Friedhof, nach Auflassung des stiftsstädtischen Friedhofes an der Seelenkapelle (Nummer=D-7-63-000-104) 1804 angelegt, mit Grabmälern des 19. Jahrhunderts und der Jahrhundertwende; Katholische Friedhofskapelle, rechteckiger Saalbau mit Westturm, erbaut 1814/17, Turm 1839; mit Ausstattung; Brunnen vor der Aussegnungshalle, um 1900; Aussegnungshalle, giebelständige Loggia mit Seitenflügeln, bezeichnet mit dem Jahr 1862 | D-7-63-000-79 Wikidata           | weitere Bilder                             |
| Großer Kornhausplatz 1 (Standort) | Kornhaus                                                  | Ehemaliges stiftkemptisches Kornhaus, dreigeschossiger Trakt zu 13 Achsen, an den Schmalseiten und am ausspringenden Mittelbau dreistöckige Volutengiebel, 1698–1701 nach Plänen von Johann Jakob Herkomer errichtet, der rückwärtige Mittelrisalit im 19. Jahrhundert verbreitert | D-7-63-000-81 Wikidata           | weitere Bilder                             |
| Großer Kornhausplatz 2 (Standort) | Wohnhaus                                                  | Dreigeschossiger Mansarddachbau, spätes 18. Jahrhundert | D-7-63-000-82 Wikidata           | Wohnhaus                                   |
| Haubenschloßstraße 37 (Standort) | Haubenschloß                                              | Ehemaliges Landschloss, zweigeschossiger Bau mit doppelten Westtürmen und Satteldächern, östlich steiler Giebel mit Voluten, auf der Grundlage eines gotischen Schlößchens 1601 und 1632 neu erbaut, 1716 und 1778 verändert und nach Kriegsschäden ab 1949 wiederhergestellt; Wagenremise, massiver Putzbau mit Satteldach und Aufzugsgiebel, Ende 19. Jahrhundert | D-7-63-000-84 Wikidata           | weitere Bilder                             |
| Heiligkreuzer Straße 5 (Standort) | Handwerkerhaus                                            | Zweigeschossiger Satteldachbau mit verputztem vorkragendem Fachwerk-Obergeschoss und verschaltem Giebel, 2. Hälfte 18. Jahrhundert | D-7-63-000-85 Wikidata           | BW                                         |
| Heinrichgasse 8 (Standort) | Gasthof zum Karpfen                                       | Breitgelagerter zweigeschossiger Giebelbau, Obergeschoss über Rundbogenfries vorkragend, wohl 16. Jahrhundert | D-7-63-000-86 Wikidata           | Gasthof zum Karpfen                        |
| Heinrichgasse 10 (Standort) | Ehemaliges Wohn- und Gasthaus                             | zweigeschossiger, breitgelagerter und verputzter Massivbau mit Satteldach in Ecklage, im Kern 1397 (dendrochronologisch datiert), Erweiterung nach Norden um 1448 (dendrochronologisch datiert), Umbauten um 1654 (dendrochronologisch datiert), östlicher Walm 1808 (dendrochronologisch datiert) | D-7-63-000-364                   | BW                                         |
| Herbststraße (Standort) | Brunnen                                                   | Laufbrunnen, gusseiserne Rundschale mit kannelierter Säule, 1. Hälfte 19. Jahrhundert. | D-7-63-000-89 Wikidata           | Brunnen                                    |
| Herbststraße 4 (Standort) | Wohnhaus                                                  | Dreigeschossiger Satteldachbau mit verputzten Fachwerk-Obergeschossen, am Nordosteck achteckiges Türmchen mit Zeltdach, wohl spätes 18. Jahrhundert | D-7-63-000-87 Wikidata           | Wohnhaus                                   |
| Herbststraße 10 (Standort) | Gasthaus Fäßle                                            | Zweigeschossiger Satteldachbau mit breitem Zwerchgiebel, 18. Jahrhundert | D-7-63-000-88 Wikidata           | Gasthaus Fäßle                             |
| Hermann-von-Barth-Straße (beim Gaishornweg) (Standort) | Bildstock                                                 | Sandsteinpfeiler auf hohem Postament mit Zwiebeldach-Abschluss, bezeichnet mit dem Jahr 1781 | D-7-63-000-68 Wikidata           | Bildstock                                  |
| Hermann-von-Barth-Straße 35 (Standort) | Franzosenbauer                                            | Ehemaliges Bauernhaus, sogenannter Franzosenbauer, zweigeschossiger Einfirsthof mit verputztem Fachwerk und flachem Satteldach, 18. Jahrhundert | D-7-63-000-90 Wikidata           | weitere Bilder                             |
| Herrenstraße 29 (Standort) | Wohnhaus                                                  | Zweigeschossiger langgestreckter Putzbau mit Mansardwalmdach, Sockelquaderung und Pilastergliederung im Stil des Neubarock, um 1880/90 | D-7-63-000-91 Wikidata           | Wohnhaus                                   |
| Hildegardplatz 1 (Standort) | Ehemaliges Nebengebäude des Landhauses                    | Ehemaliges Nebengebäude des Landhauses, zweigeschossig mit Satteldach, im Obergeschoss ehemaliger Sitzungssaal, um 1732 errichtet. | D-7-63-000-383 Wikidata          | weitere Bilder                             |
| Hirnbeinstraße 8 (Standort) | Haus der Milchwirtschaft                                  | Dreigeschossiger Walmdachbau mit rückwärtigem Anbau, modern-sachlich mit klassizisierenden Details, 1924/25 von Otto Heydecker | D-7-63-000-93 Wikidata           | weitere Bilder                             |
| Hohe Gasse 2 (Standort) | Wohnhaus                                                  | Zweigeschossiger Satteldachbau mit Querflügel, Eingang bezeichnet mit dem Jahr 1778 | D-7-63-000-94 Wikidata           | Wohnhaus                                   |
| Hohe Gasse 5, 7 (Standort) | Lazarett                                                  | Stattlicher dreigeschossiger Giebelbau mit zwei Tonnengewölben im hohen Erdgeschoss, spätes 17. Jahrhundert | D-7-63-000-95 Wikidata           | Lazarett                                   |
| Hohe Gasse 21 (Standort) | Wohnhaus                                                  | Dreigeschossiger Satteldachbau mit Fachwerkgiebel gegen die Herbststraße, Mitte 18. Jahrhundert | D-7-63-000-97 Wikidata           | Wohnhaus                                   |
| Iller, Kotterner Straße, Schumacherring (Standort) | König-Ludwig-Brücke                                       | Ehemalige Eisenbahnbrücke über die Iller für die Ludwig-Süd-Nord-Bahn, ursprünglich dreijochige Holzkonstruktion auf Steinpfeilern, 1847–1852 errichtet, Mittelfeld 1870/80 verstärkt, 1905 für den Eisenbahnverkehr gesperrt, östlicher Abschnitt nach Zerstörung im Zweiten Weltkrieg erneuert, seit 1970 Fußgängerbrücke | D-7-63-000-300 Wikidata          | weitere Bilder                             |
| Illerstraße 9 (Standort) | Wohnhaus                                                  | Dreigeschossig, 18./19. Jahrhundert | D-7-63-000-337 Wikidata          | BW                                         |
| Illerstraße 13 (Standort) | Mesnerhaus                                                | Dreigeschossiger Satteldachbau, zum Teil in Fachwerk und Ständer-Bohlenbauweise, Rundbogeneingang, spätes 15. Jahrhundert | D-7-63-000-214 Wikidata          | Mesnerhaus                                 |
| Illerstraße 15 (Standort) | Wohnhaus                                                  | Dreigeschossiger Satteldachbau aus Werkstein mit verputztem Fachwerk-Giebel, 16./17. Jahrhundert | D-7-63-000-98 Wikidata           | Wohnhaus                                   |
| Immenstädter Straße 9 (Standort) | Villa Schnetzer                                           | Zweigeschossiger Satteldachbau mit hohem Kniestock, Loggia und Portalvorbau, östlich erdgeschossiger Anbau, zweite Hälfte 19. Jahrhundert; mit Ausstattung; zugehöriger Gartenpavillon | D-7-63-000-347 Wikidata          | weitere Bilder                             |
| Immenstädter Straße 28 (Standort) | Neuapostolische Kirche                                    | Langgestreckter Saalbau mit querliegendem Kopfbau in Form eines zweigeschossigen Satteldachgebäudes mit Zwerchhaus, von den Gebrüdern Heydecker 1927 errichtet; mit Ausstattung. | D-7-63-000-293 Wikidata          | weitere Bilder                             |
| Immenstädter Straße 48 (Standort) | Wohnhaus                                                  | Dreigeschossiger Mansardwalmdachbau mit Putzgliederung, halbrundem Eckerker und Zwerchgiebeln, 1909 in historisierenden Formen errichtet, Erdgeschoss 1962 verändert | D-7-63-000-318 Wikidata          | BW                                         |
| Immenstädter Straße 50, Völkstraße 4 (Standort) | St. Anton                                                 | Ehemaliges Kapuzinerkloster, einheitliche Dreiflügelanlage, erbaut 1911–1912 unter der Bauleitung von Ferdinand Schildhauer; Katholische Pfarrkirche, tonnengewölbtes Schiff mit Seitenkapellen und Emporen, eingezogenem Chor und Eingangshalle; mit Ausstattung; Ölbergkapelle; zugehörige Klostergebäude, dreigeschossige Putzbauten mit Eckturm in barockisierendem Stil; Klostermauer mit Ecktürmchen | D-7-63-000-100 Wikidata          | weitere Bilder                             |
| In der Brandstatt 9 (Standort) | Gerberstadel                                              | Zweigeschossiges Eckhaus mit Satteldach und Fachwerk-Obergeschoss, noch 18. Jahrhundert | D-7-63-000-101 Wikidata          | BW                                         |
| Jahnweg 13 (Standort) | Häldele                                                   | Ehemaliges Landgut der Patrizier Jenisch-Lauberzell, zweigeschossiger langgestreckter Walmdachbau mit zwei kleinen Zwerchhäusern, Querflügel zum Augartenweg mit Satteldach, Anfang 18. Jahrhundert siehe auch Nummer D-7-63-000-208 – Jenisch Haus am St. Mangplatz | D-7-63-000-102 Wikidata          | weitere Bilder                             |
| Kanalweg 11 (Standort) | Villa Huber                                               | Modern-barockisierender Walmdachbau auf abgewinkeltem Grundriss mit zentralem Türmchen, 1909–1911 von Richard Berndl Nebengebäude, Remise und Stadel in Holzständerbauweise mit aufwändig verzierter Verbretterung, gleichzeitig; Hauskapelle, sogenannte Marienkapelle, kleiner neugotischer Saalbau mit leicht eingezogenem polygonalem Chorabschluss und Fassadenturm, von Hugo von Höfl 1898/99 errichtet; mit Ausstattung | D-7-63-000-103 Wikidata          | weitere Bilder                             |
| Kapellenplatz 2 (Standort) | Seelenkapelle                                             | Ehemalige Katholische Friedhofskapelle, kleiner Saalbau mit leicht eingezogenem polygonalem Chorabschluss und Dachreiter, 1680 erbaut, Inneres 1929/30 erneuert; mit Ausstattung. | D-7-63-000-104 Wikidata          | weitere Bilder                             |
| Kaufbeurer Straße 4 (Standort) | Wohnhaus                                                  | Lisenengegliderter, zweigeschossiger Walmdachbau mit Kniestock und Steherker, zweite Hälfte 19. Jahrhundert | D-7-63-000-384 Wikidata          | weitere Bilder                             |
| Kaufbeurer Straße 59 (Standort) | Keckkapelle                                               | Ehemalige Leprosenkapelle St. Stephan im Keck, sogenannte Keckkapelle, im Kern romanischer Saalbau mit leicht eingezogenem polygonalem Chorabschluss und Dachreiter, wohl 13. Jahrhundert, um 1451/60 einjochigen Chor erweitert und freskiert, 1668 renoviert; mit Ausstattung; Umfassungsmauer des ehemaligen Leprosenfriedhofs | D-7-63-000-105 Wikidata          | weitere Bilder                             |
| Keselstraße 14 a, 18, 20 l, 22 a, 22 j, 22 k, 22 t, 24 a, 24 n, Rosenau 7, 9, 11, 13, 42, 44, 46, 48, 50, 52, 54, 56, Nähe Füssener Straße, Iller, Nähe Werkkanal (Standort) | Mechanische Baumwollspinnerei und -weberei                | Aus zwei beiderseits der Iller gelegenen, 1882 fusionierten Fabrikkomplexen bestehende Anlage, deren Teile durch Brücken verbunden sind. Rechts der Iller: Hauptgebäude, langgestreckter, siebengeschossiger Satteldachbau aus Sichtziegeln über Bruchsteinsockel, 1852; Erweiterungsbau, viergeschossiger Ziegelsteinbau mit flachem Satteldach, 1889 von J. Widmann und A. Telorac; Turbinenhaus, historisernder Pultdachbau aus Sichtziegelstein mit flachem Mittelrisalit und Ecktürmchen, um 1900; Lager- und Werkstättentrakt mit Kesselhaus, aus verschiedenen Bauteilen zusammengesetzter Ziegelsteinbau mit Treppengiebel, im Wesentlichen um 1880–1890; Verwaltungsgebäude, dreigeschossiger historisierender Satteldachbau mit Traufband und Rundbogenfries, um 1855; Remisentrakt, nördlich an der Iller gelegener eingeschossiger Satteldachbau, 1894 von J. Widmann und A. Telorac; Einheitliche gusseiserne Umzäunung entlang der Füssener Straße; Direktorenvilla, zweigeschossiger Gruppenbau auf hohem Kellersockel mit Mansardwalmdach in Formen des historisierenden Jugendstils, 1909 von Philipp Jakob Manz; (auch Nummer=D-7-63-000-291) Links der Iller: zweiteiliges, vier- und sechsgeschossiges Spinnereigebäude, um 1850; Weberei-Shedhalle, großflächiger Bau aus Sichtziegelsteinen, 1897, um 1900 nach Norden erweitert; Eiserne Verbindungsbrücke über die Iller, 1883/97 | D-7-63-000-290 Wikidata          | weitere Bilder                             |
| Kleiner Kornhausplatz 1 (Standort) | Hotel Krone                                               | Dreigeschossiger Walmdachbau, durch Lisenen und Zahnschnittfries gegliedert, erbaut 1844 | D-7-63-000-106 Wikidata          | weitere Bilder                             |
| Klostersteige 4 (Standort) | Gasthof zur Sonne                                         | Dreigeschossiger Putzbau mit Aufzugserker und Satteldach, 17./18. Jahrhundert | D-7-63-000-107 Wikidata          | Gasthof zur Sonne                          |
| Klostersteige 6 (Standort) | Wohn- und Geschäftshaus                                   | Dreigeschossiger Traufseitbau mit Rundbogenportal und geschnitzter Holztür, um 1800 | D-7-63-000-109 Wikidata          | BW                                         |
| Königstraße, Stadtpark (Standort) | Pavillon                                                  | Pavillon im Stadtpark, offener achteckiger Bau über zweistufigem Unterbau mit acht Natursteinsäulen und flachem Glockendach mit Eisenkonstruktion, 1904. | D-7-63-000-398                   | Pavillon                                   |
| Königstraße 8 (Standort) | Abfüllhalle des Allgäuer Brauhauses                       | Ehemalige Abfüllhalle des Allgäuer Brauhauses, Walmdachbau mit rundbogigen und kreisförmigen Fensteröffnungen sowie innerer Holzbinderkonstruktion, 1925–1926 von den Gebrüdern Heydecker; mit älterer Unterkellerung, das benachbarte und nicht denkmalgeschützte Sudhaus aus dem Jahr 1904 wurde 2013 abgerissen. | D-7-63-000-311                   | weitere Bilder                             |
| Königstraße 14 (Standort) | Villa                                                     | Reich gegliederter, zweigeschossiger Walmdachbau mit Eckturm und übergiebelten Risaliten, um 1895 nach Entwürfen von Alfred Schellenberg errichtet. | D-7-63-000-385 Wikidata          | BW                                         |
| Kotterner Straße 54, Tierzuchtstraße 6 (Standort) | Viehzuchthalle, sogenannte Allgäuhalle                    | Zweigeschossiger Satteldachbau mit erdgeschossigem Pultdachvorbau und Eingangsportikus, Leonhard und Otto Heydecker, 1927/28, erweitert von den gleichen Architekten um Unterbringungshalle mit hölzernem Segmenttonnengewölbe in Zollinger-Bauweise und offenem Verbindungsgang, 1931; zugehörig: Stierfigur Roman, von Ludwig Eberle, 1930 | D-7-63-000-396 Wikidata          | weitere Bilder                             |
| Königstraße 25 (Standort) | Weidlehaus                                                | Wohn- und Geschäftshaus, dreigeschossiger klassizistischer Walmdachbau, erbaut 1833 | D-7-63-000-114 Wikidata          | weitere Bilder                             |
| Kronenstraße 3 (Standort) | Ehemaliges Waisenhaus                                     | Ehemaliges evangelisch-lutherisches Waisenhaus, Traufseitbau mit hohem Satteldach und Zwerchhaus, rückseitig zwei niedrigere Querflügel, erbaut 1708–1713 | D-7-63-000-115 Wikidata          | Ehemaliges Waisenhaus                      |
| Kronenstraße 25 (Standort) | Gasthaus zur Krone                                        | Dreigeschossiger Traufseitbau mit Zwerchhaus, im Kern zweite Hälfte 16. Jahrhundert | D-7-63-000-116 Wikidata          | weitere Bilder                             |
| Kronenstraße 27 (Standort) | Wohn- und Geschäftshaus (Löwenbäck)                       | Wohn- und Geschäftshaus, zweigeschossiger Traufseitbau mit hohem Satteldach und geschweiftem Zwerchhaus, im Kern um 1358 (Dendro), nach 1741 barockisiert | D-7-63-000-117 Wikidata          | Wohn- und Geschäftshaus (Löwenbäck)        |
| Kronenstraße 29 (Standort) | Patrizierhaus (Teil der Königschen Häuser)                | Ehemaliges Patrizierhaus, Teil der sogenannten Königschen Häuser, dreigeschossiger Mansarddachbau mit großem geschwungenem Zwerchhaus, auf Grundlage des 16. Jahrhunderts wohl um 1712 erbaut, 1741 wiederhergestellt, Fassadenmalerei Mitte 18. Jahrhundert, 1900 renoviert | D-7-63-000-118                   | Patrizierhaus (Teil der Königschen Häuser) |
| Kronenstraße 31, Gerberstraße 27 (Standort) | Königsche Häuser                                          | Ehemaliges Gasthaus zum Windhund, jetzt Kronenapotheke, dreigeschossiges Eckhaus mit Zwerchhäusern unter geschwungenen Giebeln zur Kronen- und Gerberstraße, 1771 von Johann Georg Specht umgebaut, Fassadenmalerei gleichzeitig, 1909 renoviert | D-7-63-000-119                   | weitere Bilder                             |
| Landwehrstraße 2, 4 (Standort) | Marstall                                                  | Ehemaliger Marstall, Fragment des großen Wirtschaftshofes im Norden des Stifts, langgestreckter zweigeschossiger Trakt mit rundbogigen Portalen, Querflügel an der Herrenstraße, erbaut um 1730 | D-7-63-000-121 Wikidata          | weitere Bilder                             |
| Landwehrstraße 11 (Standort) | Wohnhaus (eines der Serrohäuser)                          | Ehemalige Wohnhäuser für Stiftsbedienstete, zweigeschossige Satteldachgebäude mit Putzgliederung, erbaut 1664/65 von Johann Serro; Gruppe mit Nr. 13 und durch schmalen, traufseitigen Trakt verbunden mit den gleichartigen Häusern Memminger Straße 6 und 8; vgl. auch Mesmergässele 1 | D-7-63-000-122 Wikidata          | weitere Bilder                             |
| Landwehrstraße 13 (Standort) | Wohnhaus (eines der Serrohäuser)                          | Ehemalige Wohnhäuser für Stiftsbedienstete, zweigeschossige Satteldachgebäude mit Putzgliederung, erbaut 1664/65 von Johann Serro; Gruppe mit Nr. 11 und durch schmalen, traufseitigen Trakt verbunden mit den gleichartigen Häusern Memminger Straße 6 und 8; vgl. auch Mesmergässele 1 | D-7-63-000-379 Wikidata          | weitere Bilder                             |
| Lindauer Straße 20 (Standort) | Villa Rist                                                | Ehemalige Villa, später Mädchenpensionat, zweigeschossiger Walmdachbau mit Eckerkern, Mezzanin und Dachaufbau, 1860 errichtet, 1935/38 um zwei winkelförmig angeordnete, gleich hohe Flügel erweitert | D-7-63-000-319 Wikidata          | weitere Bilder                             |
| Linggstraße 1 (Standort) | Stadtvilla                                                | Ehemalige Stadtvilla, zweigeschossiger Walmdachbau mit Eckerkern, Gliederungen in Neurenaissance-Formen mit barockisierenden Details, um 1890; vgl. Ensemble Beethovenstraße. | D-7-63-000-123 Wikidata          | Stadtvilla                                 |
| Lorenzstraße 11 (Standort) | Bauernhaus                                                | Ehemaliges Bauernhaus, dreigeschossiges Einhaus mit Flachsatteldach, 18. Jahrhundert | D-7-63-000-124 Wikidata          | Bauernhaus                                 |
| Lorenzstraße 34 (Standort) | Wohnhaus                                                  | Wohnhaus, kleiner freistehender Quaderbau mit Mansardwalmdach, spätes 18. Jahrhundert | D-7-63-000-127 Wikidata          | Wohnhaus                                   |
| Madlenerstraße 19 (Standort) | Wohnhaus                                                  | Wohnhaus, asymmetrischer villenartiger Bau mit Erkerturm und flachem Rechteckerker, Hausteingliederungen und Zierfachwerk, bezeichnet mit dem Jahr 1903 | D-7-63-000-129 Wikidata          | weitere Bilder                             |
| Madlenerstraße 25 (Standort) | Wohnhaus                                                  | Wohnhaus, freistehender dreigeschossiger Putzbau mit Mansardwalmdach, spätes 18. Jahrhundert | D-7-63-000-130 Wikidata          | Wohnhaus                                   |
| Mehlstraße 1 (Standort) | Wohnhaus                                                  | Wohnhaus, dreigeschossiger Eckbau mit Satteldach, im Kern wohl 15. Jahrhundert | D-7-63-000-222 Wikidata          | Wohnhaus                                   |
| Memminger Straße 2 (Standort) | Brauhaus                                                  | Ehemaliges Brauhaus, langer zweigeschossiger Trakt als westlicher Abschluss des Stiftsplatzes, erbaut 1680, Fassade gegen die Memminger Straße umgestaltet um 1920 | D-7-63-000-132 Wikidata          | weitere Bilder                             |
| Memminger Straße 5, Bräuhausberg 4 (Standort) | Neues Bräuhaus und Stiftsmälzerei                         | Ehemalige stiftische Brauerei, dreigeschossiger Trakt mit segmentbogigem Ausbau an der Westseite, 1788, Giebelseite des rechtwinklig anschließenden Südflügels mit reichem Neurenaissance-Dekor | D-7-63-000-133 Wikidata          | weitere Bilder                             |
| Memminger Straße 6 (Standort) | Wohnhaus (eines der Serrohäuser)                          | Ehemaliges Wohnhaus für Stiftsbedienstete, zweigeschossiger Satteldachbau durch schmalen, traufseitigen Trakt verbunden mit den gleichartigen Häusern Memminger Straße 8, Landwehrstraße 11, 13, erbaut 1663 von Johann Serro; vgl. auch Mesmergässele 1. | D-7-63-000-134 Wikidata          | weitere Bilder                             |
| Memminger Straße 7 (Standort) | Gasthof zur Goldenen Traube                               | freistehender zweigeschossiger Traufseitbau mit Zwerchhaus, 18. Jahrhundert, Portal bezeichnet mit dem Jahr 1850 | D-7-63-000-135 Wikidata          | Gasthof zur Goldenen Traube                |
| Memminger Straße 8 (Standort) | Wohnhaus (eines der Serrohäuser)                          | Ehemaliges Wohnhaus für Stiftsbedienstete, zweigeschossiger Satteldachbau mit Putzgliederung, durch schmalen, traufseitigen Trakt verbunden mit den gleichartigen Häusern Memminger Straße 6, Landwehrstraße 11, 13, erbaut 1663 von Johann Serro; vgl. auch Mesmergässele 1. | D-7-63-000-136 Wikidata          | weitere Bilder                             |
| Memminger Straße 15 (Standort) | Kellerei                                                  | Ehemalige Kellerei, zweigeschossiger Satteldachbau mit breiter Giebelfassade, 1654 begonnen, klassizistische Putzgliederung um 1800 | D-7-63-000-138 Wikidata          | weitere Bilder                             |
| Memminger Straße 16 (Standort) | Lateinischer Bäck                                         | Ehemaliges Wohn- und Geschäftshaus, freistehender zweigeschossiger Putzbau mit Mansardwalmdach, Türsturz bezeichnet mit dem Jahr 1786 | D-7-63-000-139                   | Lateinischer Bäck                          |
| Memminger Straße 22 (Standort) | Vorstadtvilla                                             | Vorstadtvilla, palastartiger langgestreckter Walmdachbau in Formen der Neurenaissance auf hohem Kellergeschoss und mit Mezzanin, im Kern barock, 1882 verändert; zugehöriger Garten, gleichzeitig; Umfriedung, gusseisern | D-7-63-000-140 Wikidata          | Vorstadtvilla                              |
| Memminger Straße 26, 28 (Standort) | Doppelhaus                                                | Doppelhaus, zwei zusammengebaute Wohnhäuser des Kemptener Haustyps mit Zwerchgiebeln, 18. Jahrhundert; Hofeinfahrt, zwei Pfeiler mit gusseiserner Einfriedung, 19. Jahrhundert | D-7-63-000-141 Wikidata          | BW                                         |
| Memminger Straße 32 (Standort) | Hofwagner                                                 | Ehemaliger fürstäbtlicher Hofwagner, zweigeschossiger Traufseitbau mit Zwerchgiebel, 18. Jahrhundert | D-7-63-000-142 Wikidata          | Hofwagner                                  |
| Memminger Straße 52 (Standort) | Distriktspital                                            | Ehemaliges Distriktspital, jetzt Kreiskrankenhaus, dreigeschossiger langgestreckter Walmdachbau im Rundbogenstil, 1841–1853 nach Plänen von Simon Mayer erbaut | D-7-63-000-143                   | weitere Bilder                             |
| Memminger Straße 57 (Standort) | Katholisches Waisenhaus                                   | Ehemaliges Wohnhaus des Malers Franz Georg Hermann, dann Katholische Waisenhaus, dreigeschossiger Zeltdachbau mit Pilastergliederung und geschwungenem Zwerchhaus, um 1730/40 erbaut | D-7-63-000-144 Wikidata          | Katholisches Waisenhaus                    |
| Memminger Straße 57, Memminger Straße 61 (Standort) | Besenkapelle                                              | Ehemalige Hauskapelle, sogenannte Besenkapelle, kleiner zentralisierter Saalbau mit Pilastergliederung und Mansarddach, um 1740; mit Ausstattung | D-7-63-000-144 Wikidata          | weitere Bilder                             |
| Memminger Straße 64 (Standort) | Jüdischer Friedhof                                        | Anlage von 1876/77, mit Grabsteinen überwiegend aus dem 3. Viertel des 19. und der 1. Hälfte des 20. Jh., zwei Gedenksteine für die im Zweiten Weltkrieg ermordeten Kemptener und nicht jüdischen Zwangsarbeiter, um 1960 | D-7-63-000-394                   | BW                                         |
| Mesmergässele 1 (Standort) | Verbindungstrakt der Serrohäuser                          | Verbindungstrakt zwischen Landwehrstraße 11 und 5, zweigeschossiger Putzbau mit flachem Satteldach, um 1663; vgl. auch Landwehrstraße 11, 13, Memminger Straße 6 und 8 | D-7-63-000-146 Wikidata          | BW                                         |
| Milchgasse 1 (Standort) | Wohnhaus                                                  | zweigeschossiger Giebelbau mit Fachwerkobergeschoss, 1723 (dendrochronologisch datiert) | D-7-63-000-305 Wikidata          | Wohnhaus                                   |
| Milchgasse 4 (Standort) | Wohnhaus                                                  | zweigeschossiger Giebelbau mit Fachwerkobergeschoss, 1. Hälfte 18. Jahrhundert | D-7-63-000-310 Wikidata          | weitere Bilder                             |
| Mittelgasse 6 (Standort) | Wohnhaus                                                  | zweigeschossiger Traufseitbau korbbogigem Eingang, wohl noch 17. Jahrhundert | D-7-63-000-147 Wikidata          | BW                                         |
| Mittelgasse 16 (Standort) | Wohnhaus                                                  | zweigeschossiger Eckbau mit Satteldach und Zwerchhaus, 18. Jahrhundert | D-7-63-000-148 Wikidata          | BW                                         |
| Mozartstraße 3 (Standort) | Wohnhaus                                                  | historisierender, zweigeschossiger Walmdachbau mit rustiziertem Erdgeschoss und hohem Mezzanin, Ende 19. Jahrhundert | D-7-63-000-381 Wikidata          | BW                                         |
| Mozartstraße 11 (Standort) | Villa Schnetzer                                           | kubischer zweigeschossiger Walmdachbau mit Mittelrisalit und Loggia in reduziert-historisierenden Formen, 1924 von Ambros Madlener; Einfriedung, schmiedeeiserner Zaun, gleichzeitig | D-7-63-000-149 Wikidata          | weitere Bilder                             |
| Mozartstraße 22 (Standort) | Ehemaliges Büro- und Wohngebäude                          | Zweigeschossiger Walmdachbau mit partiellem Halbgeschoss, Erkern und reicher Fassadengliederung in historisierendem Jugendstil, von Ambros Madlener, bezeichnet 1903 | D-7-63-000-335 Wikidata          | Ehemaliges Büro- und Wohngebäude           |
| Oberes Entenmoos 1 (Standort) | Wohnhaus                                                  | Satteldachbau mit Fachwerkobergeschoss, 1863 errichtet, Laube und nördlicher Vorbau 1906, Erdgeschoss 1954 verändert | D-7-63-000-378 Wikidata          | Wohnhaus                                   |
| Orangerieweg 20, 22 (Standort) | Orangerie                                                 | langgestreckter zweigeschossiger Trakt mit dreiseitig vorspringendem Mittelpavillon und Eckpavillons, erbaut um 1780 als nördlicher Abschluss des ehemaligen Hofgartens | D-7-63-000-200 Wikidata          | weitere Bilder                             |
| Parkstraße 22 (Standort) | Wohnhaus                                                  | zweigeschossiges villenartiges Satteldachgebäude in modern-sachlichen Formen, um 1928 | D-7-63-000-151 Wikidata          | Wohnhaus                                   |
| Parkstraße 24 (Standort) | Wohnhaus                                                  | zweigeschossiger villenartiger Satteldachbau mit integriertem Türmchen, in modern-sachlichen Formen, um 1928 | D-7-63-000-152 Wikidata          | Wohnhaus                                   |
| Parkstraße 29 (Standort) | Etagenvilla                                               | asymmetrisch gegliederter Mansardwalmdachbau mit Giebelrisalit und Balkonerker, bezeichnet mit dem Jahr 1912 | D-7-63-000-153 Wikidata          | Etagenvilla                                |
| Parkstraße 31 (Standort) | Etagenvilla                                               | asymmetrisch gegliederter Bau mit Eckerker und verschiedenen Dachformen, um 1910/12 | D-7-63-000-154 Wikidata          | Etagenvilla                                |
| Parkstraße 33 (Standort) | Etagenvilla                                               | asymmetrisch gegliederter Bau mit Schopfwalmdach, Erker und Veranda, um 1910/12 | D-7-63-000-155 Wikidata          | Etagenvilla                                |
| Parkstraße 35 (Standort) | Etagenvilla                                               | Traufseitbau mit Zwerchhaus, seitlicher Veranda und Balkon, um 1910/12 | D-7-63-000-156 Wikidata          | Etagenvilla                                |
| Parkstraße 37 (Standort) | Etagenvilla                                               | zweigeschossiger Satteldachbau mit Zwerchgiebel und Eckerker, um 1910/12 | D-7-63-000-157 Wikidata          | Etagenvilla                                |
| Poststraße 3 (Standort) | Wohnhaus                                                  | dreigeschossiger, neubarocker Walmdachbau mit Rustika, Lisenen- und Gesimsgliederung, 1872 errichtet, Loggia und Erker 1900 angebaut | D-7-63-000-320 Wikidata          | Wohnhaus                                   |
| Poststraße 8 (Standort) | Doppelhaus                                                | dreigeschossiges Wohnhaus mit Satteldach, bezeichnet mit dem Jahr 1746 | D-7-63-000-160 Wikidata          | Doppelhaus                                 |
| Poststraße 10, Kesselgasse 1 (Standort) | Wohnhaus                                                  | Dreigeschossiger Eckbau mit Mansarddach und hohem Schweifgiebel gegen die Salzstraße, 18. Jahrhundert | D-7-63-000-161 Wikidata          | Wohnhaus                                   |
| Poststraße 11 (Standort) | Posthalterei (ehemals Thurn- und Taxis’sche Posthalterei) | Ehemalige Posthalterei, zweigeschossiger Mansardwalmdachbau mit konkavem Mittelrisalit, Korbbogenportal und Volutengiebel, 1778 von Johann Georg Specht | D-7-63-000-162 Wikidata          | weitere Bilder                             |
| Poststraße 16, 18 (Standort) | Ehemaliges Hofbeamtenwohnhaus, jetzt Hofapotheke          | zweigeschossiger Kernbau mit Mansardwalmdach und Turm, erbaut nach 1683, gegen die Poststraße dreigeschossiger Mansarddach-Kopfbau und Fassadengliederungen in Neurenaissance-Formen von 1880 | D-7-63-000-163 Wikidata          | weitere Bilder                             |
| Poststraße 22 (Standort) | Glockenschule                                             | Ehemalige Posthalterei, dann Glockenschule, zweigeschossiger Giebelbau mit Fassadengliederung, 1737 | D-7-63-000-164                   | Glockenschule                              |
| Poststraße 28 (Standort) | Untere Hofmühle                                           | Ehemalige Wassermühle, siebenachsiger Traufseitbau mit schmalem Giebelzwerchhaus, Eingang bezeichnet mit dem Jahr 1760 | D-7-63-000-165                   | Untere Hofmühle                            |
| Poststraße 30 (Standort) | Obere Hofmühle                                            | Ehemalige Wassermühle, freistehender Satteldachbau mit Anbauten, Portal an der Giebelseite bezeichnet mit dem Jahr 1746 | D-7-63-000-166 Wikidata          | Obere Hofmühle                             |
| Prälat-Götz-Straße 1 (Standort) | Hofschmiede                                               | Ehemalige Hofschmiede, zweigeschossiger Traufseitbau mit Zwerchgiebel, 18. Jahrhundert | D-7-63-000-69 Wikidata           | Hofschmiede                                |
| Prälat-Götz-Straße 17 (Standort) | Gasthaus zum Engel                                        | Zweigeschossiger Traufseitbau mit breitem Zwerchhaus, 18. Jahrhundert | D-7-63-000-70 Wikidata           | weitere Bilder                             |
| Promenadestraße 2 (Standort) | Gasthaus Wein-Fässle                                      | zweigeschossiger Zweiflügelbau auf ursprünglich eigenständigen Parzellen in Ecklage mit Walmdächern und Krangaube, Südflügel im Kern 1426 (dendrochronologisch datiert), im 17. Jahrhundert verändert, Westflügel 1786 (dendrochronologisch datiert) über älterem Keller, 1873 zu einem Bau vereinigt, bis 1914 verändert | D-7-63-000-167 Wikidata          | weitere Bilder                             |
| Promenadestraße 5 (Standort) | Bürgerhaus                                                | dreigeschossiger giebelständiger Satteldachbau, im 16. Jahrhundert unter Einbeziehung eines mittelalterlichen Turmkerns wohl des 13./14. Jahrhunderts errichtet; Dachtragwerk um 1626 erneuert (dendrochronologisch datiert), rückwärtig zweigeschossiges winkelförmiges Rückgebäude, 19. Jahrhundert, mit Anschluss an einen Teilabschnitt der Stadtmauer | D-7-63-000-406 Wikidata          | BW                                         |
| Promenadestraße 7 (Standort) | Turmhaus                                                  | Ursprünglich freistehendes mittelalterliches dreigeschossiges Turmhaus, im Kern wohl 12./13. Jahrhundert; in die spätere Parzellenbebauung ab dem 17. Jahrhundert einbezogen | D-7-63-000-407                   | BW                                         |
| Rathausplatz (Standort) | Rathausbrunnen                                            | Rathaus- und Marktbrunnen, Brunnensäule mit Bronzefiguren in der Nachfolge Hubert Gerhards, 1601 aufgestellt, Becken mit schmiedeeisernem Gitter, 1886 | D-7-63-000-189 Wikidata          | weitere Bilder                             |
| Rathausplatz 1 (Standort) | Wohnhaus                                                  | viergeschossiger Traufseitbau mit geschwungenem Zwerchhaus, Anfang 18. Jahrhundert | D-7-63-000-172 Wikidata          | BW                                         |
| Rathausplatz 2, Gerberstraße 5 (Standort) | Londoner Hof                                              | Ehemaliges Patrizierpalais, zehnachsiger Mansarddachbau mit viergeschossiger Rokokofassade und reichem Stuckdekor, erbaut 1764, 1827–1832 Hotel Londoner Hof, neubarockes Portal von Emanuel Seidl bezeichnet mit dem Jahr 1899 | D-7-63-000-173 Wikidata          | weitere Bilder                             |
| Rathausplatz 3 (Standort) | Zollamt                                                   | Ehemaliges Zollamt, jetzt Teil des Stadtarchivs, dreigeschossiges Traufseithaus mit zwei Rundbogeneingängen, erbaut angeblich 1471, Umbau um 1600 (steinerne Tür- und Fenstergewände 1978 durch Kopien ersetzt) | D-7-63-000-174 Wikidata          | weitere Bilder                             |
| Rathausplatz 5 (Standort) | Neubronner Haus                                           | Ehemaliges Patrizierhaus, jetzt Stadtarchiv, dreigeschossiger Mansarddachbau mit Krangaube, aus zwei Gebäuden von Jakob Scheuterle 1796 zusammen gebaut, im Kern älter | D-7-63-000-175 Wikidata          | weitere Bilder                             |
| Rathausplatz 7 (Standort) | Wohn- und Geschäftshaus                                   | viergeschossiger Traufseitbau mit neuklassizistische Putzgliederung, im Kern 16./17. Jahrhundert | D-7-63-000-176 Wikidata          | BW                                         |
| Rathausplatz 8 (Standort) | Hotel Fürstenhof                                          | Ehemaliges Patrizierhaus, viergeschossiges Satteldachgebäude mit Erkertürmen, um 1600 erbaut, Zwerchhaus 1976/77 verändert | D-7-63-000-177 Wikidata          | weitere Bilder                             |
| Rathausplatz 11 (Standort) | Wohnhaus                                                  | dreigeschossiges Eckgebäude mit Satteldach und Geschossgliederung, 16./17. Jahrhundert | D-7-63-000-180 Wikidata          | Wohnhaus                                   |
| Rathausplatz 12, Gerberstraße 13 (Standort) | Ponikauhaus                                               | Ehemaliges Patrizierhaus, stattliches dreigeschossiges Satteldachgebäude mit Erker und großem Zwerchhaus, im Kern zwei Häuser des 16. Jahrhunderts, um 1740 vereinigt und ausgebaut, Fassade 1957 verändert | D-7-63-000-179 Wikidata          | weitere Bilder                             |
| Rathausplatz 13 (Standort) | Zum Grünen Baum                                           | Ehemalige Grünbaum-Brauerei, dreigeschossiger frühklassizistischer Eckbau mit neun Achsen und Mansardwalmdach, Ende 18. Jahrhundert, im Kern spätgotisch. Diente als Brauereigaststätte | D-7-63-000-181 Wikidata          | weitere Bilder                             |
| Rathausplatz 15, 17 (Standort) | Wohn- und Geschäftshaus                                   | zwei viergeschossige Mansarddachbauten mit gemeinsamer Fassade, Westteil vorgezogen, mit Ecklisenen und schmalem Dreiecksgiebel, im Kern Ende 17. Jahrhundert, im späten 18. Jahrhundert ausgebaut | D-7-63-000-182 Wikidata          | BW                                         |
| Rathausplatz 18 (Standort) | Kellerhaus                                                | Sogenanntes Kellerhaus, viergeschossiger Traufseitbau mit vorkragenden Obergeschossen über Konsolen, 1936/1937 von Otto Heydecker | D-7-63-000-183 Wikidata          | weitere Bilder                             |
| Rathausplatz 19 (Standort) | Wohnhaus                                                  | dreigeschossiger Traufseitbau mit kleinem Erker, wohl frühes 16. Jahrhundert | D-7-63-000-184 Wikidata          | BW                                         |
| Rathausplatz 20 (Standort) | Wohnhaus                                                  | viergeschossiger hoher Giebelbau, wohl 16. Jahrhundert, Fassade im Stil der 1920er Jahre | D-7-63-000-185 Wikidata          | Wohnhaus                                   |
| Rathausplatz 22 (Standort) | Deckenbild                                                | Barock; in Zimmer 221 des Städtischen Verwaltungsgebäudes | D-7-63-000-186 Wikidata          | BW                                         |
| Rathausplatz 29 (Standort) | Rathaus                                                   | Rathaus und ehemalige Getreideschranne, freistehender dreigeschossiger Satteldachbau mit Treppengiebeln und Trauftürmchen, 1474 errichtet, 1562/64 Erneuerung und Ostgiebelturm mit Zwiebelhaube, 1567 westliches Glockentürmchen, 1568 westlicher überdachter Treppenvorbau mit polygonalem Erker, Umgestaltung in Neurenaissance-Formen | D-7-63-000-187 Wikidata          | weitere Bilder                             |
| Rathausstraße 5 (Standort) | Patrizierhaus                                             | Ehemaliges Patrizierhaus, dreigeschossiger Traufseitbau mit Flacherker über rundbogiger Einfahrt und Rückgebäude, erbaut um 1600 | D-7-63-000-190 Wikidata          | weitere Bilder                             |
| Reichlinstraße 5 (Standort) | Vorstadtvilla                                             | dreigeschossiger Quaderbau mit flachem Walmdach und übergiebeltem Mittelrisalit in historisierendem Stil, um 1890 | D-7-63-000-191 Wikidata          | BW                                         |
| Reichlinstraße 25 (Standort) | Hauskapelle                                               | Ehemalige Hauskapelle des Schülerheims Stella Maris, in barockisierenden Art-Déco-Formen, 1928 von Paul Mayr. | D-7-63-000-303 Wikidata          | BW                                         |
| Reichsstraße 2, 4, St.-Mang-Platz 17, 19 (Standort) | Wohn- und Geschäftshaus mit Gaststätte                    | Langgestreckter, dreigeschossiger Traufseitbau mit hohen Zwerchhäusern, um 1600 aus mehreren Häusern zusammengebaut, Giebel Ende 18./Anfang 19. Jahrhundert; Hofmauer wohl Mitte 19. Jahrhundert erneuert. | D-7-63-000-192 Wikidata          | BW                                         |
| Reichsstraße 3 (Standort) | ehemaliges Handwerker- und Bürgerhaus                     | dreigeschossiger, traufständiger Satteldachbau, um 1333 (dendrochronologisch datiert) als zweigeschossiger Bau auf schmälerem Grundriss errichtet, um 1399 (dendrochronologisch datiert) zur heutigen Breite erweitert und aufgestockt, repräsentativer Ausbau im 16. Jahrhundert, im 19. und 20. Jahrhundert teilweise verändert. | D-7-63-000-416                   | BW                                         |
| Reichsstraße 6 (Standort) | Evangelisch-lutherisches Pfarrhaus                        | Viergeschossiger Traufseitbau, im Kern spätmittelalterlich, im 17. Jahrhundert verändert, 1957 erneuert; Hofmauer wohl Mitte 19. Jahrhundert erneuert | D-7-63-000-193 Wikidata          | BW                                         |
| Reichsstraße 7 (Standort) | Brauerei und Gasthaus Schützenbäck                        | Ehemalige Brauerei und Gasthaus Schützenbäck, dreigeschossiger Putzbau mit Mansardwalmdach und hohen Zwerchhäusern, erbaut 1737, mit älterem Kern, 1991 saniert und im Inneren weitgehend erneuert | D-7-63-000-194 Wikidata          | BW                                         |
| Reichsstraße 8, St.-Mang-Platz 23 (Standort) | Wohnhaus                                                  | Schmaler viergeschossiger Bau mit Zwerchhaus, wohl 17. Jahrhundert; Hofmauer wohl Mitte 19. Jahrhundert erneuert | D-7-63-000-195 Wikidata          | BW                                         |
| Reichsstraße 13, Rathausplatz 1 a (Standort) | Wohnhaus                                                  | viergeschossiger Eckbau mit Aufzugserker und Altane, im Kern 16. Jahrhundert, äußere Erscheinung Mitte 19. Jahrhundert | D-7-63-000-197 Wikidata          | Wohnhaus                                   |
| Reiserweg 13 (Standort) | Wohnhaus                                                  | Zweigeschossig mit Flachsatteldach, vermutlich verputzter Blockbau des 17./18. Jahrhunderts | D-7-63-000-199 Wikidata          | Wohnhaus                                   |
| Residenzplatz 4, 6, Hildegardplatz 2, Pfeilergraben 16 (Standort) | Residenz                                                  | Ehemaliges Klostergebäude, sogenannte Residenz, östlich an die ehemalige Stiftskirche anschließende längsrechteckige barocke Anlage, durch Quertrakt in zwei annähernd quadratische Binnenhöfe unterteilt, die äußeren Ecken der umgebenden viergeschossigen Trakte durch quadratische Ecktürme mit eingezogenem Achteckgeschoss betont, erbaut 1651–1652 unter Leitung von Michael Beer, 1654–1670 unter Johann Serro; mit Ausstattung | D-7-63-000-200 Wikidata          | weitere Bilder                             |
| Residenzplatz 31, Friedensplatz 2 (Standort) | Zumsteinhaus                                              | Ehemaliges Palais, freistehender dreigeschossiger Mansarddachbau mit reicher klassizistischer Fassadengliederung durch Pilaster und Zopfgehänge, erbaut 1802; Nebengebäude, erdgeschossiges Satteldachhaus mit Zwerchgiebel in Holzkonstruktion, um 1820; Gitter zwischen Pfeilern, schmiedeeisernes, bezeichnet mit dem Jahr 1830 | D-7-63-000-201 Wikidata          | weitere Bilder                             |
| Residenzplatz 33 (Standort) | Landhaus                                                  | Ehemaliger Sitz der stiftischen Landstände, nach drei Seiten freistehender Eckbau mit geschwungenem Giebel gegen den Residenzplatz, im spätbarocken Stil erbaut 1732 | D-7-63-000-202 Wikidata          | weitere Bilder                             |
| Rottenkolberstraße 8 (Standort) | Gut Reichelsberg                                          | Ehemaliges stiftkemptisches Gut Reichelsberg; ehemaliges Gutshaus, zweigeschossiger Satteldachbau mit Fachwerk-Obergeschoss, im Kern 17./18. Jahrhundert; ehemaliges Wirtschaftsgebäude, zweiseitiger Trakt mit Satteldach und massivem Untergeschoss, gleichzeitig | D-7-63-000-203 Wikidata          | weitere Bilder                             |
| Salzstraße 6 (Standort) | Wohnhaus                                                  | Aufwändig gestalteter dreigeschossiger Walmdachbau mit weit hervorstehendem Mittelrisalit, rustiziertem Erdgeschoss und verklinkerten Obergeschossen, auf der Gartenseite zweigeschossige Loggia, im historisierenden Stil nach Plänen von und für Josef Madlener, 1892; Einfriedung, schmiedeeiserner Zaun, gleichzeitig | D-7-63-000-350 Wikidata          | Wohnhaus                                   |
| Salzstraße 17 (Standort) | Realschule an der Salzstraße                              | Ehemalige Knabenrealschule, zwei entsprechend der benachbarten Wittelsbacherschule auf winkelförmigem Grundriss angeordnete dreigeschossige Trakte, neubarock mit Jugendstilelementen, 1914/15 nach Plan von Leonhard Heydecker | D-7-63-000-204 Wikidata          | weitere Bilder                             |
| Salzstraße 18 (Standort) | Wohnhaus                                                  | zweigeschossiger Putzbau mit Volutengiebel, 1. Hälfte 18. Jahrhundert | D-7-63-000-205 Wikidata          | Wohnhaus                                   |
| Salzstraße 22, 24 (Standort) | Harmonie                                                  | Ehemaliges Wohnhaus, sogenanntes Harmonie-Gebäude, dreigeschossiges Doppelhaus mit Mansardwalmdach, nördliche Hälfte bezeichnet mit dem Jahr 1736, südliche Hälfte bezeichnet mit dem Jahr 1761, Fassaden 1786 erneuert; ehemaliger Gartenpavillon, mit Deckenfresko, 1762 erbaut, 1981 nördlich versetzt | D-7-63-000-206 Wikidata          | weitere Bilder                             |
| Salzstraße 33 (Standort) | Ladenkolonnaden                                           | eingeschossiger, verputzter Holzaufbau mit Flachdach, Pilastergliederung, Rundbogenöffnungen und mittigem Gartentor, um 1870/80; zugehöriger Garten, Ende des 19. Jahrhunderts Umgestaltung im Zuge des Kolonnadenneubaus, mit Wegekreuz, Pfeilgitterzaun zur Poststraße und Brunnen des 20. Jahrhunderts | D-7-63-000-163 Wikidata          | Ladenkolonnaden                            |
| Salzstraße 40 (Standort) | Sauterhaus                                                | Wohn- und Geschäftshaus, sogenanntes Sauterhaus, nach drei Seiten freistehender dreigeschossiger Mansarddachbau mit breitem Zwerchhaus, wohl um 1680 errichtet, um 1817 klassizistisch verändert | D-7-63-000-207 Wikidata          | weitere Bilder                             |
| St.-Mang-Platz (Standort) | St.-Mang-Brunnen                                          | Brunnenanlage unter Baldachinarchitektur mit Bronzefiguren, in Jugendstilformen, 1905 von Georg Wrba | D-7-63-000-212 Wikidata          | weitere Bilder                             |
| St.-Mang-Platz 1 (Standort) | Jenisch-Haus                                              | Wohn- und Geschäftshaus, sogenanntes Jenisch-Haus, viergeschossiges Patrizierhaus mit hohem Satteldach, Zwerchhaus mit Treppengiebel, Anfang 17. Jahrhundert. Siehe auch Nummer D-7-63-000-102 – Häldele, Jahnweg 13 | D-7-63-000-208 Wikidata          | weitere Bilder                             |
| St.-Mang-Platz 3, 5 (Standort) | Rotes Haus                                                | Wohn- und Geschäftshaus, sogenanntes Rotes Haus, zwei im Kern wohl noch spätmittelalterliche dreigeschossige Traufseithäuser mit vorgeblendeter Fassade, zwei dreigeschossigen Erkern und zwei doppelstöckigen Volutengiebel-Zwerchhäusern, um 1720/30 | D-7-63-000-210 Wikidata          | Rotes Haus                                 |
| St.-Mang-Platz 4 (Standort) | St. Mang                                                  | Evangelisch-lutherische Stadtpfarrkirche St. Mang, 1426–1428 an der Stelle einer frühromanischen Klosterkirche des 9./10. Jahrhunderts erbaute Basilika mit polygonalem Chorschluss und seitlichem Spitzturm, 1518/19 Anbau der Seitenkapellen, 1767 Umbau und Stuckierung, 1857 neugotische Überarbeitung der Außenfassade; mit Ausstattung. | D-7-63-000-211 Wikidata          | weitere Bilder                             |
| St.-Mang-Platz 6 (Standort) | Evangelisches Pfarrhaus                                   | Zweigeschossiger Satteldachbau mit beidseitigem Zwerchhaus, angeblich von 1329, im 17. Jahrhundert verändert | D-7-63-000-213 Wikidata          | weitere Bilder                             |
| St.-Mang-Platz 10 (Standort) | Wohnhaus                                                  | viergeschossiger Satteldachbau mit zurückgesetztem Fachwerk-Obergeschoss, spätes 15. Jahrhundert | D-7-63-000-215 Wikidata          | Wohnhaus                                   |
| St.-Mang-Platz 11 (Standort) | Wohnhaus                                                  | Ehemaliges Wohnhaus zu den drei Königen, dreigeschossiger Traufseitbau mit Krangaube, 17./18. Jahrhundert | D-7-63-000-216 Wikidata          | Wohnhaus                                   |
| St.-Mang-Platz 12 (Standort) | Seelhaus zum Steg                                         | Ehemaliges Nonnenhaus, sogenanntes Seelhaus zum Steg, dreigeschossiger Giebelbau mit Krangaube und Fachwerk-Obergeschoss, erbaut 1289, Dachstuhl 1395 | D-7-63-000-217                   | Seelhaus zum Steg                          |
| Schlößleweg 10 (Standort) | Weidachschlößle                                           | Ehemaliges Patrizierschlößchen, viergeschossiger Rechteckbau mit Treppengiebel und halbrundem Treppenturm, 1. Hälfte 16. Jahrhundert | D-7-63-000-219 Wikidata          | weitere Bilder                             |
| Schützenstraße 6 (Standort) | Stadtwaage                                                | Ehemalige Stadtwaage, dreigeschossiges Eckhaus mit Mezzanin und klassizistischen Details, wohl 2. Viertel 19. Jahrhundert | D-7-63-000-220 Wikidata          | Stadtwaage                                 |
| Schützenstraße 7 (Standort) | Reichsstädtische Münze                                    | Ehemalige Reichsstädtische Münze, dreigeschossiger Traufseitbau, im Kern 15. Jahrhundert | D-7-63-000-221 Wikidata          | Reichsstädtische Münze                     |
| Schumacherring (bei Nr. 5) (Standort) | Wasserturm                                                | Wasserturm, historisierender Betonbau mit Rundbogenfries, um 1900. | D-7-63-000-313 Wikidata          | Wasserturm                                 |
| Schumacherring 5 (Standort) | Keller                                                    | Keller des ehemaligen Schlößles Burgstall, kreuzgratgewölbter Rest eines Patrizierschlößchens von 1604 | D-7-63-000-223 Wikidata          | BW                                         |
| Schumacherring 15, Hochbrunnenweg 6 (Standort) | Gut Oberlindenberg                                        | Reichsstädtisches Gut, zweigeschossiges Hauptgebäude mit Satteldach, im Kern frühes 18. Jahrhundert, später mehrfach modern verändert; Nebengebäude, massiver Satteldachbau, 19. Jahrhundert | D-7-63-000-224 Wikidata          | BW                                         |
| Sigmund-Ullmann-Platz 1 (Standort) | Müßiggengelzunfthaus                                      | Ehemaliges Versammlungshaus der Bürgerzunft Straußengesellschaft, sogenanntes Haus der Müßiggengelzunft, zweigeschossiger Putzbau mit Satteldach und von Kolossalpilastern gerahmter Renaissance-Fassade mit prunkvollem Portal, um 1600 | D-7-63-000-235 Wikidata          | weitere Bilder                             |
| Spitalhofstraße 52 (Standort) | Oberer Spitalhof                                          | Ehemaliger Oberer Spitalhof, zweigeschossiger Hakenhof mit abgewalmtem Satteldach, Wohnteil und Stall massiv, ansonsten Holzständerkonstruktion, 18. Jahrhundert | D-7-63-000-225                   | Oberer Spitalhof                           |
| Stiftsplatz 1 (Standort) | Gasthaus zum Stift                                        | Gasthaus zum Stift, dreigeschossiger Eckbau mit Schweifgiebeln und Erkerturm, neubarock, 1906 | D-7-63-000-230                   | weitere Bilder                             |
| Stiftsplatz 2 (Standort) | St. Lorenz                                                | Ehemalige Stiftskirche, jetzt Katholische Stadtpfarrkirche St. Lorenz, oktogonaler Chor mit Kuppel und angefügtem basilikalem Langhaus mit Doppelturmfassade, im Osten anschließender Verbindungsgang zur Residenz mit Hauptsakristei und Kapitelsaal, begonnen 1652 von Michael Beer, fortgeführt von Johann Serro 165470, Ausbau der Türme 1900 von Hugo von Höfl; mit Ausstattung. | D-7-63-000-231                   | weitere Bilder                             |
| Theaterstraße 4 (Standort) | Stadttheater                                              | Ehemaliger spätmittelalterlicher Salzstadel, langgestreckter massiver Satteldachbau, 1745 renoviert, 1812/13 Einbau neuer Logen, 1828 durch Einbeziehung des Erdgeschosses Bühne und Zuschauerraum vergrößert | D-7-63-000-232 Wikidata          | Stadttheater                               |
| Über’m Mäuerle 7 (Standort) | Gasthaus Ritterkeller                                     | langgestreckter, im vorderen Teil zweigeschossiger Bau mit Satteldach, wohl 17./18. Jahrhundert, im Kern gotisch | D-7-63-000-233                   | Gasthaus Ritterkeller                      |
| Vogtstraße 8 (Standort) | Vogthaus                                                  | Ehemaliges Patrizierhaus der Familie Vogt, sogenanntes Vogthaus, dreigeschossiger Traufseitbau mit Zwerchhaus, aus drei Gebäuden über älterer Grundlage gegen 1600 erneuert | D-7-63-000-234 Wikidata          | weitere Bilder                             |
| Wartenseestraße 6 (Standort) | Stiftsdruckerei                                           | Ehemalige Stiftsdruckerei der Fürstabtei, seit 1805 Kösel-Verlag, vierflügelige zweigeschossige Anlage mit Portal und Volutengiebel zur Wartenseestraße, Front mit großem Zwerchhaus zur Herbststraße, im Kern 18. Jahrhundert, umgebaut 1810/11 | D-7-63-000-238 Wikidata          | Stiftsdruckerei                            |
| Webergasse 33 (Standort) | Wohnhaus                                                  | Langgestreckter dreigeschossiger Trakt gegen die Burghalde, tonnengewölbtes Erdgeschoss, 17./18. Jahrhundert, Fassade mit Erker und seitlichen Eingängen um 1930. | D-7-63-000-239 Wikidata          | Wohnhaus                                   |
| Weiherstraße 5 (Standort) | Herbergshaus                                              | Ehemaliges Herbergshaus, zweigeschossiger Satteldachbau mit verschindeltem Giebel und seitlich hölzernem Treppenaufgang, 18. Jahrhundert | D-7-63-000-240 Wikidata          | Herbergshaus                               |
| Westendstraße 5 (Standort) | Mietshaus                                                 | dreigeschossiger Putzbau mit Mansardwalmdach und neubarocker Fassadengliederung, 1898 | D-7-63-000-307 Wikidata          | BW                                         |
| Westendstraße 29 (Standort) | Ehemalige Berufsschule, jetzt Mittelschule                | zwei- bis fünfgeschossiger flachgedeckter Stahlbetonbau mit zwei einhüftigen Trakten sowie diese verbindenden Zwischenbau mit Aula und Wandgemälde von Luis Gurschler, 1956/57 von Jörg Schausbreitner | D-7-63-000-426                   | BW                                         |
| Westendstraße 45 (Standort) | Mietshaus                                                 | Für Kriegsversehrte, dreigeschossiger Satteldachbau mit getreppter Giebelmauer und hervorgehobener Eingangsachse, von Andor Ákos, 1929/30, Dach 1942/43 ausgebaut | D-7-63-000-397 Wikidata          | BW                                         |
| Zwingerstraße 10 (Standort) | Däblesweber                                               | Ehemaliger Däblesweber, zweigeschossiger Traufseitbau, im Kern wohl 18. Jahrhundert | D-7-63-000-243 Wikidata          | Däblesweber                                |

### Hirschdorf
| Lage                             | Objekt                | Beschreibung | Akten-Nr.               | Bild                  |
| -------------------------------- | --------------------- | --- | ----------------------- | --------------------- |
| Altusrieder Straße 33 (Standort) | Bildstock             | aus dem 18./19. Jahrhundert | D-7-63-000-341 Wikidata | Bildstock             |
| Altusrieder Straße 33 (Standort) | Burg Hirschdorf       | Mauerfragmente der einstigen Burg Hirschdorf im Wohnteil des Bauernhauses enthalten, Ende 14. Jahrhundert                                                                 | D-7-63-000-312 Wikidata | Burg Hirschdorf       |
| Laubener Straße 9 (Standort)     | Bauernhof             | Zweigeschossiger Satteldachbau mit Kniestock und Fachwerk-Obergeschoss, 1. Hälfte 18. Jahrhundert, Giebel modern, südlich angefügter Fachwerkstadel, Ende 18. Jahrhundert | D-7-63-000-253 Wikidata | Bauernhof             |
| Laubener Straße 10 (Standort)    | Kapelle St. Magdalena | Saalbau mit eingezogener Apsis und angefügter Sakristei, Westturm mit Spitzdach, bezeichnet 1772, nach Brand 1830 wiederhergestellt; mit Ausstattung                      | D-7-63-000-252 Wikidata | Kapelle St. Magdalena |

### Lenzfried
| Lage                                                | Objekt                                                                   | Beschreibung | Akten-Nr.               | Bild           |
| --------------------------------------------------- | ------------------------------------------------------------------------ | --- | ----------------------- | -------------- |
| Franziskanerplatz (Standort)                        | Kriegerdenkmal                                                           | Kriegerdenkmal, Bronzefigur auf hohem steinernem Postament, 1926 geschaffen, 1952 erweitert. | D-7-63-000-263 Wikidata | weitere Bilder |
| Franziskanerweg 1, Lenzfrieder Straße 62 (Standort) | St. Magnus                                                               | Ehemalige Franziskanerklosterkirche, jetzt Katholische Pfarrkirche St. Magnus, im Kern spätgotischer Saalbau mit polygonalem Chorabschluss und quadratischem Turm von 1892/93, 1463–1466 errichtet, Umbau 1683 durch Hans Mayer, Josephskapelle 1688; mit Ausstattung.                                                                            | D-7-63-000-261 Wikidata | weitere Bilder |
| Franziskanerweg 3, 5 (Standort)                     | Franziskanerkloster St. Bernhardin                                       | Ehemaliges Franziskanerkloster, dreigeschossige schlichte Anlage bestehend aus einem an die Kirche angefügten Dreiflügelbau und einem nach Süden anschließenden Trakt, 1683 von Hans Mayer und 1765/67 von Joseph Galler errichtet, im 19. Jahrhundert zum Teil verändert; Klostermauer auf der Ostseite, 18. Jahrhundert                         | D-7-63-000-262 Wikidata | weitere Bilder |
| Friedensweg 4 ()                                    | Grabmal für 126 Soldaten der Befreiungskriege, sogenanntes Franzosengrab | Inschriftenstein bezeichnet mit "1814", applizierte Inschriftenplatte und schmiedeeiserne Einfassung wohl im späten 19. Jahrhundert erneuert | D-7-63-000-422          |                |
| Gerhardingerweg 3, 5, 7 (Standort)                  | Franziskanerinnenkloster St. Anna                                        | Ehemaliges Franziskanerinnenkloster St. Anna, zweigeschossige Dreiflügelanlage mit Zwerchhäusern, Hauptbau im Kern 1647/49, Südflügel 1899 verbreitert; Ehemalige Klosterkapelle St. Anna, kleiner Saalbau mit eingezogener Apsis und Dachreiter, erbaut 1647, erneuert 1733; zugehöriger Nordabschnitt der barocken Klostermauer mit Blendbögen. | D-7-63-000-265 Wikidata | weitere Bilder |
| Lenzfrieder Straße 45 (Standort)                    | Ehemaliges Gasthaus Lenzfrieder Hof                                      | Ehemals Gasthaus Lenzfrieder Hof, dreigeschossig mit Putzgliederung und Pultdach bzw. überstehendem Walmdach, um 1897 von Leonhard Heydecker. | D-7-63-000-380 Wikidata | weitere Bilder |
| Lenzfrieder Straße 55 (Standort)                    | Gasthaus zum Hirschen                                                    | Zweigeschossiger Satteldachbau mit Korbbogenportal, bezeichnet mit dem Jahr 1727 | D-7-63-000-266 Wikidata | weitere Bilder |
| Trilschweg 4 (Standort)                             | Schloss Lenzfried                                                        | Zweigeschossiger kubischer Bau mit Mansardwalmdach und Wappen über dem Eingang, 1770; Nebengebäude, kleiner Putzbau mit Mansardwalmdach, Ende 19. Jahrhundert | D-7-63-000-267 Wikidata | weitere Bilder |

### Leubas
| Lage                       | Objekt             | Beschreibung | Akten-Nr.               | Bild               |
| -------------------------- | ------------------ | --- | ----------------------- | ------------------ |
| Leubaser Straße (Standort) | Kapelle St. Magnus | Katholische Kapelle St. Magnus, kleiner Putzbau mit Satteldach und Dachreiter, um 1735; mit Ausstattung                     | D-7-63-000-268 Wikidata | Kapelle St. Magnus |
| Leubaser Straße (Standort) | Bogenbrücke        | Bogenbrücke über die Leubas, im 19. Jahrhundert in Haustein errichtet, im frühen 20. Jahrhundert in Stampfbeton verbreitert | D-7-80-125-8 Wikidata   | Bogenbrücke        |

### Sankt Mang
| Lage                                | Objekt                      | Beschreibung | Akten-Nr.               | Bild                        |
| ----------------------------------- | --------------------------- | --- | ----------------------- | --------------------------- |
| Am Rotschlößle 9, 11, 12 (Standort) | Rotschlößle                 | Ehemaliger Patrizierlandsitz, dreigeschossig mit Steilsatteldach und Rundturm, 2. Hälfte 16. Jahrhundert; Nebengebäude, erdgeschossig mit Satteldach, gleichzeitig; Ummauerung mit drei Toren                                                            | D-7-63-000-3 Wikidata   | weitere Bilder              |
| Friedrich-Ebert-Straße 2 (Standort) | Pfarrhaus Mariä Himmelfahrt | Katholische Pfarrhaus, kubischer zweigeschossiger Walmdachbau mit Putzgliederung, von Josef Eberlein, bezeichnet mit dem Jahr 1927 | D-7-63-000-296 Wikidata | Pfarrhaus Mariä Himmelfahrt |
| Ludwigstraße (Standort)             | Weberei Kottern             | Ehemalige Weberei Kottern, ehemaliges Kessel- und Maschinenhaus sowie ehemaliger Staub- und Wasserturm mit anliegenden Gebäudefragmenten (die einstigen Shed-Hallen nach Kriegszerstörung abgegangen), Jugendstil, 1908 von Philipp Jakob Manz.          | D-7-63-000-304 Wikidata | Weberei Kottern             |
| Ludwigstraße 12, 18 b (Standort)    | Villa Denzler               | Ehemalige Villa Denzler, zweigeschossiger Bau mit Kniestock, Fachwerkgiebel und Terrassenvorbau, 1902 von Ambros Madlener; Gartenhäuschen im Park. | D-7-63-000-299 Wikidata | BW                          |
| Ludwigstraße 59 (Standort)          | Mariä Himmelfahrt           | Katholische Pfarrkirche Mariä Himmelfahrt, barockisierender Saalbau mit westlicher halbrunder Vorhalle zwischen polygonalen Türmen, 1921–1922 nach Plänen von Erwin Müller aus der Zeit vor dem Ersten Weltkrieg, Chorflankenturm 1955; mit Ausstattung. | D-7-63-000-297 Wikidata | weitere Bilder              |
| Magnusstraße 31 (Standort)          | Christuskirche              | Evang.-Luth. Christuskirche, nach Süden gerichteter polygonaler Zentralbau mit Glockentürmchen, von Otto Heydecker 1926/1927; mit Ausstattung. | D-7-63-000-298 Wikidata | Christuskirche              |

### Weitere Gemeindeteile
| Lage                                                 | Objekt                                   | Beschreibung | Akten-Nr.               | Bild                                     |
| ---------------------------------------------------- | ---------------------------------------- | --- | ----------------------- | ---------------------------------------- |
| Adelharz Adelharzer Weg (Standort)                   | Kapelle                                  | kleiner halbrund geschlossener Bau, 18./19. Jahrhundert | D-7-63-000-244 Wikidata | Kapelle                                  |
| Bachtelmühle 1 (Standort)                            | Bachtelmühle                             | Ehemalige stiftkemptische Mühle; zweigeschossiges Giebelhaus mit verputztem Fachwerk, um 1740 erbaut, 1934 und nach 1970 umgebaut | D-7-63-000-245 Wikidata | Bachtelmühle                             |
| Borstadels 34 1/2 (Standort)                         | Wegkreuz                                 | Gusseiserner Kruzifix mit Gedenktafel, 19. Jahrhundert. | D-7-80-146-26 Wikidata  | Wegkreuz                                 |
| Eich Heggener Straße 15 1/3 (Standort)               | Maria Hilfe der Christen                 | Katholische Kirche, schlichte Saalkirche mit geradem Chorabschluss und Dachreiter, von Andor Ákos, 1939; mit Ausstattung | D-7-63-000-246 Wikidata | Maria Hilfe der Christen                 |
| Felben Felben 2 (Standort)                           | Bauernhaus                               | Flachsatteldach und Hakenschopf, Obergeschoss verputzter Ständerbau mit profilierten Büge, 2. Hälfte 18. Jahrhundert. | D-7-63-000-247 Wikidata | Bauernhaus                               |
| Härtnagel Memminger Straße 160 (Standort)            | Kleinhaus                                | zweigeschossiger Massivbau mit Mansarddach, um 1800 | D-7-63-000-248 Wikidata | Kleinhaus                                |
| Härtnagel Memminger Straße 171 (Standort)            | Gut Härtnagel                            | Ehemaliges stiftkemptisches Spital jetzt Gut Härtnagel, drei freistehende Trakte um Wirtschaftshof; Wohn- und Gutshaus, zweigeschossiger Südflügel mit Satteldach; westlicher Stallstadel mit abgewalmtem Dach; nördlicher Flügel, zweigeschossiger Stadel mit Satteldach; alle Gebäude 1751 erbaut und im 19. Jahrhundert erneuert; schmiedeeiserne Einfriedung, 19. Jahrhundert. | D-7-63-000-249 Wikidata | Gut Härtnagel                            |
| Heiligkreuz Heiligkreuzer Straße 96, 100 (Standort)  | Kloster Heiligkreuz                      | Ehemaliges Klostergebäude der Franziskaner, östlich an den Chor der Kirche anschließender Satteldachbau mit Rundbogenfenstern, 1716, erweitert 1736 | D-7-63-000-251 Wikidata | weitere Bilder                           |
| Heiligkreuz Heiligkreuzer Straße 96, 100 (Standort)  | Pfarr- und Wallfahrtskirche Heiligkreuz  | Ursprünglich barocker Zentralbau, der durch Anbau des Langhauses 1730–1733 zum Chor wurde, wohl von Johann Jakob Herkomer 1711; mit Ausstattung | D-7-63-000-250 Wikidata | weitere Bilder                           |
| Hinterholz (Standort)                                | Hochbehälter Lenzfried                   | Hausteinbau mit Balusterbrüstung, 1906 | D-7-63-000-317 Wikidata | Hochbehälter Lenzfried                   |
| Hohenrad 20 (Standort)                               | Kapelle St. Michael                      | kleiner Putzbau mit polygonalem Chorabschluss und Dachreiter, im Kern frühes 18. Jahrhundert; mit Ausstattung | D-7-63-000-254 Wikidata | Kapelle St. Michael                      |
| Hub Kaufbeurer Straße (Standort)                     | Wegweiser (Hl. Ferdinand)                | Ehemaliger Wegweiser, Standfigur des hl. Ferdinand, Sandstein, bezeichnet mit dem Jahr 1786 | D-7-63-000-269 Wikidata | Wegweiser (Hl. Ferdinand)                |
| Kargen 3 (Standort)                                  | Bauernhaus                               | Zweigeschossiger Giebelbau, z. T. Fachwerk verputzt, wohl 18. Jahrhundert. | D-7-63-000-255 Wikidata | Bauernhaus                               |
| Kollerbach Kollerbach 5 (Standort)                   | Bildstock                                | Kapellen-Bildstock, verputzte Nischenanlage des 18. Jahrhunderts; mit Ausstattung | D-7-63-000-257 Wikidata | Bildstock                                |
| Lämmlings Lämmlings 49 (Standort)                    | Kapelle St. Marien                       | Katholische Kapelle St. Marien, neugotischer Putzbau mit Apsis, angeblich 1936 | D-7-63-000-259 Wikidata | Kapelle St. Marien                       |
| Lauben ob der Bruck Lauben ob der Bruck 1 (Standort) | Hakenhof                                 | zweigeschossiges Mitterstallhaus, teilweise verputzter Ständerbau mit Steilsatteldach, im Kern 18. Jahrhundert, im 19. Jahrhundert verändert; Widerkehrstadel mit Hochtenne, 1912 | D-7-63-000-400 Wikidata | Hakenhof                                 |
| Leinschwenden Leinschwenden 4 (Standort)             | Bauernhaus                               | Bauernhaus, zweigeschossiger Satteldachbau mit freigelegtem Fachwerk im Obergeschoss, erste Hälfte 18. Jahrhundert, sonst erneuert | D-7-63-000-260 Wikidata | Bauernhaus                               |
| Leupolz (Standort)                                   | Holzfigur                                | Christus im Kerker, barocke Holzfigur des 18. Jahrhunderts in moderner Ädikulakapelle. | D-7-63-000-270 Wikidata | Holzfigur                                |
| Leupratsried (Standort)                              | Kapelle St. Marien                       | Katholische Kapelle St. Marien, kleiner Putzbau mit dreiseitigem Chorabschluss und Dachreiter, im Kern 17. Jahrhundert, 1777 weitestgehend umgebaut; mit Ausstattung | D-7-63-000-271 Wikidata | Kapelle St. Marien                       |
| Mariaberg Mariaberger Straße 217 (Standort)          | Kapelle Mariä Heimsuchung                | Katholische Kapelle Mariä Heimsuchung, Saalbau mit eingezogener Apsis im Stil des späten Rokoko, 1783; mit Ausstattung. | D-7-63-000-272 Wikidata | weitere Bilder                           |
| Obergrünenberg Obergrünenberg 32 (Standort)          | Ortskapelle                              | kleiner Putzbau von 1927; mit Ausstattung um 1800 | D-7-63-000-274 Wikidata | Ortskapelle                              |
| Oberschmieden Oberschmieden 32 (Standort)            | Bauernhaus                               | breitgelagerter Mitterstallbau mit Flachsatteldach und Hakenschopf, wohl noch 17. Jahrhundert | D-7-63-000-275 Wikidata | Bauernhaus                               |
| Reisachmühle Reisachmühle 1 (Standort)               | Ehemalige Mühle, sogenannte Reisachmühle | Langgestreckter Satteldachbau, an der Ostseite reiches Fachwerk im Obergeschoss, Giebelseite Fachwerk verputzt, Mitte 18. Jahrhundert. | D-7-63-000-276 Wikidata | Ehemalige Mühle, sogenannte Reisachmühle |
| Rottachmühle Im Rothkreuz (Standort)                 | Rottachbrücke                            | Ehemalige Eisenbahnbrücke, Gewölbeviadukt aus Stampfbeton, 1908 | D-7-63-000-375 Wikidata | weitere Bilder                           |
| Rottachmühle Im Rothkreuz 34 (Standort)              | Rottachmühle                             | Ehemalige Wassermühle, sogenannte Rottachmühle, zweigeschossiger massiver Satteldachbau, im Kern 17./18. Jahrhundert. | D-7-63-000-285 Wikidata | weitere Bilder                           |
| Schwabelsberg Heiligkreuzer Straße 76 (Standort)     | Ehemalige Kirche St. Anna                | jetzt Wohnhaus und Werkstatt, Saalbau und Teile des Chores im Mauerwerk des Wohnhauses erhalten, 16./17. Jahrhundert | D-7-63-000-277 Wikidata | Ehemalige Kirche St. Anna                |
| Schwabelsberg (Standort)                             | Bildstock                                | gemauerte historisierende Architektur für Marienfigur, 19. Jahrhundert | D-7-63-000-278 Wikidata | Bildstock                                |
| Sommers Sommers 1 (Standort)                         | Kapelle                                  | kleiner Putzbau mit Satteldach, erbaut 1795; mit Ausstattung | D-7-63-000-279 Wikidata | Kapelle                                  |
| Steig (Standort)                                     | Kapelle                                  | kleiner ungegliederter Putzbau, erbaut 1650; mit Ausstattung. | D-7-63-000-280 Wikidata | BW                                       |
| Stiftsbleiche Memminger Straße 150 (Standort)        | Stiftsbleiche                            | Ehemalige Stiftsbleiche, zweigeschossiger Putzbau mit steilem Satteldach, massiv und Fachwerk, 18. Jahrhundert; Wirtschaftstrakt, zweigeschossiger Satteldachbau, Massiv- und Holzbau, 19. Jahrhundert | D-7-63-000-294 Wikidata | Stiftsbleiche                            |
| Thingers Mariaberger Straße (bei Nr. 125) (Standort) | Bildstock                                | Bildstock für die Armen Seelen, bezeichnet mit dem Jahr 1722. | D-7-63-000-282 Wikidata | weitere Bilder                           |
| Unterschmieden Unterschmieden 34 (Standort)          | Bauernhaus                               | Wohnteil des Hakenhofes, dreigeschossiger Satteldachbau mit verputztem Blockbau-Erdgeschoss und sichtbaren Fachwerk-Obergeschossen, erbaut 1661, aufgestockt 1922 | D-7-63-000-283 Wikidata | Bauernhaus                               |
| Ursulasried Ursulasrieder Straße 30 (Standort)       | St. Ursula                               | Katholische Filialkirche St. Ursula, im Kern spätgotisch Saalbau mit Chorflankenturm und eingezogenem polygonalem Chorabschluss, Langhaus 1683 und 1864 erweitert; mit Ausstattung | D-7-63-000-284 Wikidata | St. Ursula                               |

## Ehemalige Baudenkmäler
In diesem Abschnitt sind Objekte aufgeführt, die früher einmal in der Denkmalliste eingetragen waren, jetzt aber nicht mehr. Objekte, die in anderem Zusammenhang – also z. B. als Teil eines Baudenkmals – weiter eingetragen sind, sollen hier nicht aufgeführt werden. Aktennummern in diesem Abschnitt sind ehemalige, jetzt nicht mehr gültige Aktennummern.

| Lage                                   | Objekt                  | Beschreibung | Akten-Nr.               | Bild                   |
| -------------------------------------- | ----------------------- | --- | ----------------------- | ---------------------- |
| Kempten Bäckerstraße 24 (Standort)     | Kaufbeurer Bäck         | Ehemaliges Wohn- und Geschäftshaus, zweigeschossiger Traufseitbau, 18. Jahrhundert                                                 | D-7-63-000-20 Wikidata  | Kaufbeurer Bäck        |
| Kempten Klostersteige 5 (Standort)     | Wohn- und Geschäftshaus | Zweigeschossiger Eckbau mit Satteldach, im Kern 18. Jahrhundert                                                                    | D-7-63-000-108 Wikidata | BW                     |
| Kempten Klostersteige 8 (Standort)     | Sonnenbäck              | Wohn- und Geschäftshaus, dreigeschossiger Traufseitbau, im Kern 18. Jahrhundert                                                    | D-7-63-000-110 Wikidata | BW                     |
| Kempten Lorenzstraße 17 (Standort)     | Bauernhaus              | Ehemaliges Bauernhaus, zweigeschossiges Einhaus mit Flachsatteldach, 18. Jahrhundert                                               | D-7-63-000-125 Wikidata | Bauernhaus             |
| Kempten Lorenzstraße 33 (Standort)     | Bauernhaus              | Ehemaliges Bauernhaus, Wohnteil des zweigeschossigen Einhofes mit Flachsatteldach, 18. Jahrhundert                                 | D-7-63-000-126 Wikidata | Bauernhaus             |
| Kempten Memminger Straße 13 (Standort) | Wohnhaus                | Wohnhaus, zweigeschossiger Traufseitbau mit vertikaler Putzbänderung, 18. Jahrhundert                                              | D-7-63-000-137 Wikidata | BW                     |
| Kempten Reichsstraße 10 (Standort)     | Wohnhaus                | dreigeschossiger Eckbau mit Satteldach, 19. Jahrhundert, mit älterem Kern                                                          | D-7-63-000-196 Wikidata | BW                     |
| Kempten Reiserweg 2 (Standort)         | Gasthaus zum Löwen      | Zweigeschossiger Putzbau mit Flachsatteldach, Obergeschoss wohl Blockbau des 18. Jahrhunderts                                      | D-7-63-000-198 Wikidata | BW                     |
| Kempten Stiftskellerweg 19 (Standort)  | Gasthaus Auf der Brach  | Ehemaliges Gasthaus Auf der Brach, freistehender dreigeschossiger Walmdachbau, wohl 18. Jahrhundert                                | D-7-63-000-228 Wikidata | Gasthaus Auf der Brach |
| Klingen Klingen 2 (Standort)           | Ehemalige Knochenmühle  | Erdgeschossiger Satteldachbau aus Bruchsteinen mit zum Teil steinernen Fenster- und Türgewänden, wohl erste Hälfte 19. Jahrhundert | D-7-63-000-256 Wikidata | BW                     |
| Kornangers Kornangers 8 (Standort)     | Kapelle                 | Kapelle mit historischer Ausstattung                                                                                               | D-7-63-000-258 Wikidata | Kapelle                |